# Seizième partie du Championnat du monde d'échecs 1985
Cet article utilise la notation algébrique pour décrire des coups du jeu d'échecs.
Lors de la seizième partie du Championnat du monde d'échecs 1985 qui s'est déroulé à Moscou, Garry Kasparov dirigeait les noirs contre Anatoli Karpov. Il plaça un cavalier dominant (surnommé « cavalier-pieuvre » par Raymond Keene) en d3, paralysant toutes les pièces blanches ; c'est pourquoi cette partie est restée célèbre.
Nicolas Giffard a écrit au sujet de cette partie : 

« La dame, les deux tours et les deux cavaliers blancs n'ont pas une case à leur disposition ! Le cavalier noir infiltré tient, presque à lui seul, le camp blanc en respect ! »

 et il a affirmé que cette seizième partie était pour Kasparov « certainement sa plus belle victoire contre Karpov, et un chef-d'œuvre de l'histoire des échecs ». 
Après la victoire de Kasparov dans cette partie, le public se leva et scanda « Garri, Garri ! ».

## Contexte
Au moment de la 16e partie de ce championnat du monde, Anatoly Karpov et Garry Kasparov sont à égalité : deux gains pour chaque joueur ainsi que onze parties nulles. Le début de match, en particulier le coup 8. ... d5 avait déjà été joué dans la 12e partie de la rencontre, et les deux joueurs s'étaient quittés sur une partie nulle. L'idée de rejouer le même début de partie est de la guerre psychologique : les deux joueurs veulent montrer à leur opposant qu'ils ne s'effraient pas des améliorations apportées par chacun.

## Déroulement de la partie
|   | a | b | c | d | e | f | g | h |   |
| 8 | Tour noire sur case blanche a8 · Fou noir sur case blanche c8 · Dame noire sur case noire d8 · Roi noir sur case blanche e8 · Tour noire sur case noire h8 · Pion noir sur case blanche b7 · Pion noir sur case blanche f7 · Pion noir sur case noire g7 · Pion noir sur case blanche h7 · Pion noir sur case blanche a6 · Cavalier noir sur case noire f6 · Fou noir sur case noire c5 · Pion blanc sur case blanche d5 · Cavalier noir sur case noire b4 · Cavalier blanc sur case noire a3 · Cavalier blanc sur case noire c3 · Pion blanc sur case blanche a2 · Pion blanc sur case noire b2 · Fou blanc sur case blanche e2 · Pion blanc sur case noire f2 · Pion blanc sur case blanche g2 · Pion blanc sur case noire h2 · Tour blanche sur case noire a1 · Fou blanc sur case noire c1 · Dame blanche sur case blanche d1 · Roi blanc sur case noire e1 · Tour blanche sur case blanche h1 | Tour noire sur case blanche a8 · Fou noir sur case blanche c8 · Dame noire sur case noire d8 · Roi noir sur case blanche e8 · Tour noire sur case noire h8 · Pion noir sur case blanche b7 · Pion noir sur case blanche f7 · Pion noir sur case noire g7 · Pion noir sur case blanche h7 · Pion noir sur case blanche a6 · Cavalier noir sur case noire f6 · Fou noir sur case noire c5 · Pion blanc sur case blanche d5 · Cavalier noir sur case noire b4 · Cavalier blanc sur case noire a3 · Cavalier blanc sur case noire c3 · Pion blanc sur case blanche a2 · Pion blanc sur case noire b2 · Fou blanc sur case blanche e2 · Pion blanc sur case noire f2 · Pion blanc sur case blanche g2 · Pion blanc sur case noire h2 · Tour blanche sur case noire a1 · Fou blanc sur case noire c1 · Dame blanche sur case blanche d1 · Roi blanc sur case noire e1 · Tour blanche sur case blanche h1 | Tour noire sur case blanche a8 · Fou noir sur case blanche c8 · Dame noire sur case noire d8 · Roi noir sur case blanche e8 · Tour noire sur case noire h8 · Pion noir sur case blanche b7 · Pion noir sur case blanche f7 · Pion noir sur case noire g7 · Pion noir sur case blanche h7 · Pion noir sur case blanche a6 · Cavalier noir sur case noire f6 · Fou noir sur case noire c5 · Pion blanc sur case blanche d5 · Cavalier noir sur case noire b4 · Cavalier blanc sur case noire a3 · Cavalier blanc sur case noire c3 · Pion blanc sur case blanche a2 · Pion blanc sur case noire b2 · Fou blanc sur case blanche e2 · Pion blanc sur case noire f2 · Pion blanc sur case blanche g2 · Pion blanc sur case noire h2 · Tour blanche sur case noire a1 · Fou blanc sur case noire c1 · Dame blanche sur case blanche d1 · Roi blanc sur case noire e1 · Tour blanche sur case blanche h1 | Tour noire sur case blanche a8 · Fou noir sur case blanche c8 · Dame noire sur case noire d8 · Roi noir sur case blanche e8 · Tour noire sur case noire h8 · Pion noir sur case blanche b7 · Pion noir sur case blanche f7 · Pion noir sur case noire g7 · Pion noir sur case blanche h7 · Pion noir sur case blanche a6 · Cavalier noir sur case noire f6 · Fou noir sur case noire c5 · Pion blanc sur case blanche d5 · Cavalier noir sur case noire b4 · Cavalier blanc sur case noire a3 · Cavalier blanc sur case noire c3 · Pion blanc sur case blanche a2 · Pion blanc sur case noire b2 · Fou blanc sur case blanche e2 · Pion blanc sur case noire f2 · Pion blanc sur case blanche g2 · Pion blanc sur case noire h2 · Tour blanche sur case noire a1 · Fou blanc sur case noire c1 · Dame blanche sur case blanche d1 · Roi blanc sur case noire e1 · Tour blanche sur case blanche h1 | Tour noire sur case blanche a8 · Fou noir sur case blanche c8 · Dame noire sur case noire d8 · Roi noir sur case blanche e8 · Tour noire sur case noire h8 · Pion noir sur case blanche b7 · Pion noir sur case blanche f7 · Pion noir sur case noire g7 · Pion noir sur case blanche h7 · Pion noir sur case blanche a6 · Cavalier noir sur case noire f6 · Fou noir sur case noire c5 · Pion blanc sur case blanche d5 · Cavalier noir sur case noire b4 · Cavalier blanc sur case noire a3 · Cavalier blanc sur case noire c3 · Pion blanc sur case blanche a2 · Pion blanc sur case noire b2 · Fou blanc sur case blanche e2 · Pion blanc sur case noire f2 · Pion blanc sur case blanche g2 · Pion blanc sur case noire h2 · Tour blanche sur case noire a1 · Fou blanc sur case noire c1 · Dame blanche sur case blanche d1 · Roi blanc sur case noire e1 · Tour blanche sur case blanche h1 | Tour noire sur case blanche a8 · Fou noir sur case blanche c8 · Dame noire sur case noire d8 · Roi noir sur case blanche e8 · Tour noire sur case noire h8 · Pion noir sur case blanche b7 · Pion noir sur case blanche f7 · Pion noir sur case noire g7 · Pion noir sur case blanche h7 · Pion noir sur case blanche a6 · Cavalier noir sur case noire f6 · Fou noir sur case noire c5 · Pion blanc sur case blanche d5 · Cavalier noir sur case noire b4 · Cavalier blanc sur case noire a3 · Cavalier blanc sur case noire c3 · Pion blanc sur case blanche a2 · Pion blanc sur case noire b2 · Fou blanc sur case blanche e2 · Pion blanc sur case noire f2 · Pion blanc sur case blanche g2 · Pion blanc sur case noire h2 · Tour blanche sur case noire a1 · Fou blanc sur case noire c1 · Dame blanche sur case blanche d1 · Roi blanc sur case noire e1 · Tour blanche sur case blanche h1 | Tour noire sur case blanche a8 · Fou noir sur case blanche c8 · Dame noire sur case noire d8 · Roi noir sur case blanche e8 · Tour noire sur case noire h8 · Pion noir sur case blanche b7 · Pion noir sur case blanche f7 · Pion noir sur case noire g7 · Pion noir sur case blanche h7 · Pion noir sur case blanche a6 · Cavalier noir sur case noire f6 · Fou noir sur case noire c5 · Pion blanc sur case blanche d5 · Cavalier noir sur case noire b4 · Cavalier blanc sur case noire a3 · Cavalier blanc sur case noire c3 · Pion blanc sur case blanche a2 · Pion blanc sur case noire b2 · Fou blanc sur case blanche e2 · Pion blanc sur case noire f2 · Pion blanc sur case blanche g2 · Pion blanc sur case noire h2 · Tour blanche sur case noire a1 · Fou blanc sur case noire c1 · Dame blanche sur case blanche d1 · Roi blanc sur case noire e1 · Tour blanche sur case blanche h1 | Tour noire sur case blanche a8 · Fou noir sur case blanche c8 · Dame noire sur case noire d8 · Roi noir sur case blanche e8 · Tour noire sur case noire h8 · Pion noir sur case blanche b7 · Pion noir sur case blanche f7 · Pion noir sur case noire g7 · Pion noir sur case blanche h7 · Pion noir sur case blanche a6 · Cavalier noir sur case noire f6 · Fou noir sur case noire c5 · Pion blanc sur case blanche d5 · Cavalier noir sur case noire b4 · Cavalier blanc sur case noire a3 · Cavalier blanc sur case noire c3 · Pion blanc sur case blanche a2 · Pion blanc sur case noire b2 · Fou blanc sur case blanche e2 · Pion blanc sur case noire f2 · Pion blanc sur case blanche g2 · Pion blanc sur case noire h2 · Tour blanche sur case noire a1 · Fou blanc sur case noire c1 · Dame blanche sur case blanche d1 · Roi blanc sur case noire e1 · Tour blanche sur case blanche h1 | 8 |
| 7 | Tour noire sur case blanche a8 · Fou noir sur case blanche c8 · Dame noire sur case noire d8 · Roi noir sur case blanche e8 · Tour noire sur case noire h8 · Pion noir sur case blanche b7 · Pion noir sur case blanche f7 · Pion noir sur case noire g7 · Pion noir sur case blanche h7 · Pion noir sur case blanche a6 · Cavalier noir sur case noire f6 · Fou noir sur case noire c5 · Pion blanc sur case blanche d5 · Cavalier noir sur case noire b4 · Cavalier blanc sur case noire a3 · Cavalier blanc sur case noire c3 · Pion blanc sur case blanche a2 · Pion blanc sur case noire b2 · Fou blanc sur case blanche e2 · Pion blanc sur case noire f2 · Pion blanc sur case blanche g2 · Pion blanc sur case noire h2 · Tour blanche sur case noire a1 · Fou blanc sur case noire c1 · Dame blanche sur case blanche d1 · Roi blanc sur case noire e1 · Tour blanche sur case blanche h1 | Tour noire sur case blanche a8 · Fou noir sur case blanche c8 · Dame noire sur case noire d8 · Roi noir sur case blanche e8 · Tour noire sur case noire h8 · Pion noir sur case blanche b7 · Pion noir sur case blanche f7 · Pion noir sur case noire g7 · Pion noir sur case blanche h7 · Pion noir sur case blanche a6 · Cavalier noir sur case noire f6 · Fou noir sur case noire c5 · Pion blanc sur case blanche d5 · Cavalier noir sur case noire b4 · Cavalier blanc sur case noire a3 · Cavalier blanc sur case noire c3 · Pion blanc sur case blanche a2 · Pion blanc sur case noire b2 · Fou blanc sur case blanche e2 · Pion blanc sur case noire f2 · Pion blanc sur case blanche g2 · Pion blanc sur case noire h2 · Tour blanche sur case noire a1 · Fou blanc sur case noire c1 · Dame blanche sur case blanche d1 · Roi blanc sur case noire e1 · Tour blanche sur case blanche h1 | Tour noire sur case blanche a8 · Fou noir sur case blanche c8 · Dame noire sur case noire d8 · Roi noir sur case blanche e8 · Tour noire sur case noire h8 · Pion noir sur case blanche b7 · Pion noir sur case blanche f7 · Pion noir sur case noire g7 · Pion noir sur case blanche h7 · Pion noir sur case blanche a6 · Cavalier noir sur case noire f6 · Fou noir sur case noire c5 · Pion blanc sur case blanche d5 · Cavalier noir sur case noire b4 · Cavalier blanc sur case noire a3 · Cavalier blanc sur case noire c3 · Pion blanc sur case blanche a2 · Pion blanc sur case noire b2 · Fou blanc sur case blanche e2 · Pion blanc sur case noire f2 · Pion blanc sur case blanche g2 · Pion blanc sur case noire h2 · Tour blanche sur case noire a1 · Fou blanc sur case noire c1 · Dame blanche sur case blanche d1 · Roi blanc sur case noire e1 · Tour blanche sur case blanche h1 | Tour noire sur case blanche a8 · Fou noir sur case blanche c8 · Dame noire sur case noire d8 · Roi noir sur case blanche e8 · Tour noire sur case noire h8 · Pion noir sur case blanche b7 · Pion noir sur case blanche f7 · Pion noir sur case noire g7 · Pion noir sur case blanche h7 · Pion noir sur case blanche a6 · Cavalier noir sur case noire f6 · Fou noir sur case noire c5 · Pion blanc sur case blanche d5 · Cavalier noir sur case noire b4 · Cavalier blanc sur case noire a3 · Cavalier blanc sur case noire c3 · Pion blanc sur case blanche a2 · Pion blanc sur case noire b2 · Fou blanc sur case blanche e2 · Pion blanc sur case noire f2 · Pion blanc sur case blanche g2 · Pion blanc sur case noire h2 · Tour blanche sur case noire a1 · Fou blanc sur case noire c1 · Dame blanche sur case blanche d1 · Roi blanc sur case noire e1 · Tour blanche sur case blanche h1 | Tour noire sur case blanche a8 · Fou noir sur case blanche c8 · Dame noire sur case noire d8 · Roi noir sur case blanche e8 · Tour noire sur case noire h8 · Pion noir sur case blanche b7 · Pion noir sur case blanche f7 · Pion noir sur case noire g7 · Pion noir sur case blanche h7 · Pion noir sur case blanche a6 · Cavalier noir sur case noire f6 · Fou noir sur case noire c5 · Pion blanc sur case blanche d5 · Cavalier noir sur case noire b4 · Cavalier blanc sur case noire a3 · Cavalier blanc sur case noire c3 · Pion blanc sur case blanche a2 · Pion blanc sur case noire b2 · Fou blanc sur case blanche e2 · Pion blanc sur case noire f2 · Pion blanc sur case blanche g2 · Pion blanc sur case noire h2 · Tour blanche sur case noire a1 · Fou blanc sur case noire c1 · Dame blanche sur case blanche d1 · Roi blanc sur case noire e1 · Tour blanche sur case blanche h1 | Tour noire sur case blanche a8 · Fou noir sur case blanche c8 · Dame noire sur case noire d8 · Roi noir sur case blanche e8 · Tour noire sur case noire h8 · Pion noir sur case blanche b7 · Pion noir sur case blanche f7 · Pion noir sur case noire g7 · Pion noir sur case blanche h7 · Pion noir sur case blanche a6 · Cavalier noir sur case noire f6 · Fou noir sur case noire c5 · Pion blanc sur case blanche d5 · Cavalier noir sur case noire b4 · Cavalier blanc sur case noire a3 · Cavalier blanc sur case noire c3 · Pion blanc sur case blanche a2 · Pion blanc sur case noire b2 · Fou blanc sur case blanche e2 · Pion blanc sur case noire f2 · Pion blanc sur case blanche g2 · Pion blanc sur case noire h2 · Tour blanche sur case noire a1 · Fou blanc sur case noire c1 · Dame blanche sur case blanche d1 · Roi blanc sur case noire e1 · Tour blanche sur case blanche h1 | Tour noire sur case blanche a8 · Fou noir sur case blanche c8 · Dame noire sur case noire d8 · Roi noir sur case blanche e8 · Tour noire sur case noire h8 · Pion noir sur case blanche b7 · Pion noir sur case blanche f7 · Pion noir sur case noire g7 · Pion noir sur case blanche h7 · Pion noir sur case blanche a6 · Cavalier noir sur case noire f6 · Fou noir sur case noire c5 · Pion blanc sur case blanche d5 · Cavalier noir sur case noire b4 · Cavalier blanc sur case noire a3 · Cavalier blanc sur case noire c3 · Pion blanc sur case blanche a2 · Pion blanc sur case noire b2 · Fou blanc sur case blanche e2 · Pion blanc sur case noire f2 · Pion blanc sur case blanche g2 · Pion blanc sur case noire h2 · Tour blanche sur case noire a1 · Fou blanc sur case noire c1 · Dame blanche sur case blanche d1 · Roi blanc sur case noire e1 · Tour blanche sur case blanche h1 | Tour noire sur case blanche a8 · Fou noir sur case blanche c8 · Dame noire sur case noire d8 · Roi noir sur case blanche e8 · Tour noire sur case noire h8 · Pion noir sur case blanche b7 · Pion noir sur case blanche f7 · Pion noir sur case noire g7 · Pion noir sur case blanche h7 · Pion noir sur case blanche a6 · Cavalier noir sur case noire f6 · Fou noir sur case noire c5 · Pion blanc sur case blanche d5 · Cavalier noir sur case noire b4 · Cavalier blanc sur case noire a3 · Cavalier blanc sur case noire c3 · Pion blanc sur case blanche a2 · Pion blanc sur case noire b2 · Fou blanc sur case blanche e2 · Pion blanc sur case noire f2 · Pion blanc sur case blanche g2 · Pion blanc sur case noire h2 · Tour blanche sur case noire a1 · Fou blanc sur case noire c1 · Dame blanche sur case blanche d1 · Roi blanc sur case noire e1 · Tour blanche sur case blanche h1 | 7 |
| 6 | Tour noire sur case blanche a8 · Fou noir sur case blanche c8 · Dame noire sur case noire d8 · Roi noir sur case blanche e8 · Tour noire sur case noire h8 · Pion noir sur case blanche b7 · Pion noir sur case blanche f7 · Pion noir sur case noire g7 · Pion noir sur case blanche h7 · Pion noir sur case blanche a6 · Cavalier noir sur case noire f6 · Fou noir sur case noire c5 · Pion blanc sur case blanche d5 · Cavalier noir sur case noire b4 · Cavalier blanc sur case noire a3 · Cavalier blanc sur case noire c3 · Pion blanc sur case blanche a2 · Pion blanc sur case noire b2 · Fou blanc sur case blanche e2 · Pion blanc sur case noire f2 · Pion blanc sur case blanche g2 · Pion blanc sur case noire h2 · Tour blanche sur case noire a1 · Fou blanc sur case noire c1 · Dame blanche sur case blanche d1 · Roi blanc sur case noire e1 · Tour blanche sur case blanche h1 | Tour noire sur case blanche a8 · Fou noir sur case blanche c8 · Dame noire sur case noire d8 · Roi noir sur case blanche e8 · Tour noire sur case noire h8 · Pion noir sur case blanche b7 · Pion noir sur case blanche f7 · Pion noir sur case noire g7 · Pion noir sur case blanche h7 · Pion noir sur case blanche a6 · Cavalier noir sur case noire f6 · Fou noir sur case noire c5 · Pion blanc sur case blanche d5 · Cavalier noir sur case noire b4 · Cavalier blanc sur case noire a3 · Cavalier blanc sur case noire c3 · Pion blanc sur case blanche a2 · Pion blanc sur case noire b2 · Fou blanc sur case blanche e2 · Pion blanc sur case noire f2 · Pion blanc sur case blanche g2 · Pion blanc sur case noire h2 · Tour blanche sur case noire a1 · Fou blanc sur case noire c1 · Dame blanche sur case blanche d1 · Roi blanc sur case noire e1 · Tour blanche sur case blanche h1 | Tour noire sur case blanche a8 · Fou noir sur case blanche c8 · Dame noire sur case noire d8 · Roi noir sur case blanche e8 · Tour noire sur case noire h8 · Pion noir sur case blanche b7 · Pion noir sur case blanche f7 · Pion noir sur case noire g7 · Pion noir sur case blanche h7 · Pion noir sur case blanche a6 · Cavalier noir sur case noire f6 · Fou noir sur case noire c5 · Pion blanc sur case blanche d5 · Cavalier noir sur case noire b4 · Cavalier blanc sur case noire a3 · Cavalier blanc sur case noire c3 · Pion blanc sur case blanche a2 · Pion blanc sur case noire b2 · Fou blanc sur case blanche e2 · Pion blanc sur case noire f2 · Pion blanc sur case blanche g2 · Pion blanc sur case noire h2 · Tour blanche sur case noire a1 · Fou blanc sur case noire c1 · Dame blanche sur case blanche d1 · Roi blanc sur case noire e1 · Tour blanche sur case blanche h1 | Tour noire sur case blanche a8 · Fou noir sur case blanche c8 · Dame noire sur case noire d8 · Roi noir sur case blanche e8 · Tour noire sur case noire h8 · Pion noir sur case blanche b7 · Pion noir sur case blanche f7 · Pion noir sur case noire g7 · Pion noir sur case blanche h7 · Pion noir sur case blanche a6 · Cavalier noir sur case noire f6 · Fou noir sur case noire c5 · Pion blanc sur case blanche d5 · Cavalier noir sur case noire b4 · Cavalier blanc sur case noire a3 · Cavalier blanc sur case noire c3 · Pion blanc sur case blanche a2 · Pion blanc sur case noire b2 · Fou blanc sur case blanche e2 · Pion blanc sur case noire f2 · Pion blanc sur case blanche g2 · Pion blanc sur case noire h2 · Tour blanche sur case noire a1 · Fou blanc sur case noire c1 · Dame blanche sur case blanche d1 · Roi blanc sur case noire e1 · Tour blanche sur case blanche h1 | Tour noire sur case blanche a8 · Fou noir sur case blanche c8 · Dame noire sur case noire d8 · Roi noir sur case blanche e8 · Tour noire sur case noire h8 · Pion noir sur case blanche b7 · Pion noir sur case blanche f7 · Pion noir sur case noire g7 · Pion noir sur case blanche h7 · Pion noir sur case blanche a6 · Cavalier noir sur case noire f6 · Fou noir sur case noire c5 · Pion blanc sur case blanche d5 · Cavalier noir sur case noire b4 · Cavalier blanc sur case noire a3 · Cavalier blanc sur case noire c3 · Pion blanc sur case blanche a2 · Pion blanc sur case noire b2 · Fou blanc sur case blanche e2 · Pion blanc sur case noire f2 · Pion blanc sur case blanche g2 · Pion blanc sur case noire h2 · Tour blanche sur case noire a1 · Fou blanc sur case noire c1 · Dame blanche sur case blanche d1 · Roi blanc sur case noire e1 · Tour blanche sur case blanche h1 | Tour noire sur case blanche a8 · Fou noir sur case blanche c8 · Dame noire sur case noire d8 · Roi noir sur case blanche e8 · Tour noire sur case noire h8 · Pion noir sur case blanche b7 · Pion noir sur case blanche f7 · Pion noir sur case noire g7 · Pion noir sur case blanche h7 · Pion noir sur case blanche a6 · Cavalier noir sur case noire f6 · Fou noir sur case noire c5 · Pion blanc sur case blanche d5 · Cavalier noir sur case noire b4 · Cavalier blanc sur case noire a3 · Cavalier blanc sur case noire c3 · Pion blanc sur case blanche a2 · Pion blanc sur case noire b2 · Fou blanc sur case blanche e2 · Pion blanc sur case noire f2 · Pion blanc sur case blanche g2 · Pion blanc sur case noire h2 · Tour blanche sur case noire a1 · Fou blanc sur case noire c1 · Dame blanche sur case blanche d1 · Roi blanc sur case noire e1 · Tour blanche sur case blanche h1 | Tour noire sur case blanche a8 · Fou noir sur case blanche c8 · Dame noire sur case noire d8 · Roi noir sur case blanche e8 · Tour noire sur case noire h8 · Pion noir sur case blanche b7 · Pion noir sur case blanche f7 · Pion noir sur case noire g7 · Pion noir sur case blanche h7 · Pion noir sur case blanche a6 · Cavalier noir sur case noire f6 · Fou noir sur case noire c5 · Pion blanc sur case blanche d5 · Cavalier noir sur case noire b4 · Cavalier blanc sur case noire a3 · Cavalier blanc sur case noire c3 · Pion blanc sur case blanche a2 · Pion blanc sur case noire b2 · Fou blanc sur case blanche e2 · Pion blanc sur case noire f2 · Pion blanc sur case blanche g2 · Pion blanc sur case noire h2 · Tour blanche sur case noire a1 · Fou blanc sur case noire c1 · Dame blanche sur case blanche d1 · Roi blanc sur case noire e1 · Tour blanche sur case blanche h1 | Tour noire sur case blanche a8 · Fou noir sur case blanche c8 · Dame noire sur case noire d8 · Roi noir sur case blanche e8 · Tour noire sur case noire h8 · Pion noir sur case blanche b7 · Pion noir sur case blanche f7 · Pion noir sur case noire g7 · Pion noir sur case blanche h7 · Pion noir sur case blanche a6 · Cavalier noir sur case noire f6 · Fou noir sur case noire c5 · Pion blanc sur case blanche d5 · Cavalier noir sur case noire b4 · Cavalier blanc sur case noire a3 · Cavalier blanc sur case noire c3 · Pion blanc sur case blanche a2 · Pion blanc sur case noire b2 · Fou blanc sur case blanche e2 · Pion blanc sur case noire f2 · Pion blanc sur case blanche g2 · Pion blanc sur case noire h2 · Tour blanche sur case noire a1 · Fou blanc sur case noire c1 · Dame blanche sur case blanche d1 · Roi blanc sur case noire e1 · Tour blanche sur case blanche h1 | 6 |
| 5 | Tour noire sur case blanche a8 · Fou noir sur case blanche c8 · Dame noire sur case noire d8 · Roi noir sur case blanche e8 · Tour noire sur case noire h8 · Pion noir sur case blanche b7 · Pion noir sur case blanche f7 · Pion noir sur case noire g7 · Pion noir sur case blanche h7 · Pion noir sur case blanche a6 · Cavalier noir sur case noire f6 · Fou noir sur case noire c5 · Pion blanc sur case blanche d5 · Cavalier noir sur case noire b4 · Cavalier blanc sur case noire a3 · Cavalier blanc sur case noire c3 · Pion blanc sur case blanche a2 · Pion blanc sur case noire b2 · Fou blanc sur case blanche e2 · Pion blanc sur case noire f2 · Pion blanc sur case blanche g2 · Pion blanc sur case noire h2 · Tour blanche sur case noire a1 · Fou blanc sur case noire c1 · Dame blanche sur case blanche d1 · Roi blanc sur case noire e1 · Tour blanche sur case blanche h1 | Tour noire sur case blanche a8 · Fou noir sur case blanche c8 · Dame noire sur case noire d8 · Roi noir sur case blanche e8 · Tour noire sur case noire h8 · Pion noir sur case blanche b7 · Pion noir sur case blanche f7 · Pion noir sur case noire g7 · Pion noir sur case blanche h7 · Pion noir sur case blanche a6 · Cavalier noir sur case noire f6 · Fou noir sur case noire c5 · Pion blanc sur case blanche d5 · Cavalier noir sur case noire b4 · Cavalier blanc sur case noire a3 · Cavalier blanc sur case noire c3 · Pion blanc sur case blanche a2 · Pion blanc sur case noire b2 · Fou blanc sur case blanche e2 · Pion blanc sur case noire f2 · Pion blanc sur case blanche g2 · Pion blanc sur case noire h2 · Tour blanche sur case noire a1 · Fou blanc sur case noire c1 · Dame blanche sur case blanche d1 · Roi blanc sur case noire e1 · Tour blanche sur case blanche h1 | Tour noire sur case blanche a8 · Fou noir sur case blanche c8 · Dame noire sur case noire d8 · Roi noir sur case blanche e8 · Tour noire sur case noire h8 · Pion noir sur case blanche b7 · Pion noir sur case blanche f7 · Pion noir sur case noire g7 · Pion noir sur case blanche h7 · Pion noir sur case blanche a6 · Cavalier noir sur case noire f6 · Fou noir sur case noire c5 · Pion blanc sur case blanche d5 · Cavalier noir sur case noire b4 · Cavalier blanc sur case noire a3 · Cavalier blanc sur case noire c3 · Pion blanc sur case blanche a2 · Pion blanc sur case noire b2 · Fou blanc sur case blanche e2 · Pion blanc sur case noire f2 · Pion blanc sur case blanche g2 · Pion blanc sur case noire h2 · Tour blanche sur case noire a1 · Fou blanc sur case noire c1 · Dame blanche sur case blanche d1 · Roi blanc sur case noire e1 · Tour blanche sur case blanche h1 | Tour noire sur case blanche a8 · Fou noir sur case blanche c8 · Dame noire sur case noire d8 · Roi noir sur case blanche e8 · Tour noire sur case noire h8 · Pion noir sur case blanche b7 · Pion noir sur case blanche f7 · Pion noir sur case noire g7 · Pion noir sur case blanche h7 · Pion noir sur case blanche a6 · Cavalier noir sur case noire f6 · Fou noir sur case noire c5 · Pion blanc sur case blanche d5 · Cavalier noir sur case noire b4 · Cavalier blanc sur case noire a3 · Cavalier blanc sur case noire c3 · Pion blanc sur case blanche a2 · Pion blanc sur case noire b2 · Fou blanc sur case blanche e2 · Pion blanc sur case noire f2 · Pion blanc sur case blanche g2 · Pion blanc sur case noire h2 · Tour blanche sur case noire a1 · Fou blanc sur case noire c1 · Dame blanche sur case blanche d1 · Roi blanc sur case noire e1 · Tour blanche sur case blanche h1 | Tour noire sur case blanche a8 · Fou noir sur case blanche c8 · Dame noire sur case noire d8 · Roi noir sur case blanche e8 · Tour noire sur case noire h8 · Pion noir sur case blanche b7 · Pion noir sur case blanche f7 · Pion noir sur case noire g7 · Pion noir sur case blanche h7 · Pion noir sur case blanche a6 · Cavalier noir sur case noire f6 · Fou noir sur case noire c5 · Pion blanc sur case blanche d5 · Cavalier noir sur case noire b4 · Cavalier blanc sur case noire a3 · Cavalier blanc sur case noire c3 · Pion blanc sur case blanche a2 · Pion blanc sur case noire b2 · Fou blanc sur case blanche e2 · Pion blanc sur case noire f2 · Pion blanc sur case blanche g2 · Pion blanc sur case noire h2 · Tour blanche sur case noire a1 · Fou blanc sur case noire c1 · Dame blanche sur case blanche d1 · Roi blanc sur case noire e1 · Tour blanche sur case blanche h1 | Tour noire sur case blanche a8 · Fou noir sur case blanche c8 · Dame noire sur case noire d8 · Roi noir sur case blanche e8 · Tour noire sur case noire h8 · Pion noir sur case blanche b7 · Pion noir sur case blanche f7 · Pion noir sur case noire g7 · Pion noir sur case blanche h7 · Pion noir sur case blanche a6 · Cavalier noir sur case noire f6 · Fou noir sur case noire c5 · Pion blanc sur case blanche d5 · Cavalier noir sur case noire b4 · Cavalier blanc sur case noire a3 · Cavalier blanc sur case noire c3 · Pion blanc sur case blanche a2 · Pion blanc sur case noire b2 · Fou blanc sur case blanche e2 · Pion blanc sur case noire f2 · Pion blanc sur case blanche g2 · Pion blanc sur case noire h2 · Tour blanche sur case noire a1 · Fou blanc sur case noire c1 · Dame blanche sur case blanche d1 · Roi blanc sur case noire e1 · Tour blanche sur case blanche h1 | Tour noire sur case blanche a8 · Fou noir sur case blanche c8 · Dame noire sur case noire d8 · Roi noir sur case blanche e8 · Tour noire sur case noire h8 · Pion noir sur case blanche b7 · Pion noir sur case blanche f7 · Pion noir sur case noire g7 · Pion noir sur case blanche h7 · Pion noir sur case blanche a6 · Cavalier noir sur case noire f6 · Fou noir sur case noire c5 · Pion blanc sur case blanche d5 · Cavalier noir sur case noire b4 · Cavalier blanc sur case noire a3 · Cavalier blanc sur case noire c3 · Pion blanc sur case blanche a2 · Pion blanc sur case noire b2 · Fou blanc sur case blanche e2 · Pion blanc sur case noire f2 · Pion blanc sur case blanche g2 · Pion blanc sur case noire h2 · Tour blanche sur case noire a1 · Fou blanc sur case noire c1 · Dame blanche sur case blanche d1 · Roi blanc sur case noire e1 · Tour blanche sur case blanche h1 | Tour noire sur case blanche a8 · Fou noir sur case blanche c8 · Dame noire sur case noire d8 · Roi noir sur case blanche e8 · Tour noire sur case noire h8 · Pion noir sur case blanche b7 · Pion noir sur case blanche f7 · Pion noir sur case noire g7 · Pion noir sur case blanche h7 · Pion noir sur case blanche a6 · Cavalier noir sur case noire f6 · Fou noir sur case noire c5 · Pion blanc sur case blanche d5 · Cavalier noir sur case noire b4 · Cavalier blanc sur case noire a3 · Cavalier blanc sur case noire c3 · Pion blanc sur case blanche a2 · Pion blanc sur case noire b2 · Fou blanc sur case blanche e2 · Pion blanc sur case noire f2 · Pion blanc sur case blanche g2 · Pion blanc sur case noire h2 · Tour blanche sur case noire a1 · Fou blanc sur case noire c1 · Dame blanche sur case blanche d1 · Roi blanc sur case noire e1 · Tour blanche sur case blanche h1 | 5 |
| 4 | Tour noire sur case blanche a8 · Fou noir sur case blanche c8 · Dame noire sur case noire d8 · Roi noir sur case blanche e8 · Tour noire sur case noire h8 · Pion noir sur case blanche b7 · Pion noir sur case blanche f7 · Pion noir sur case noire g7 · Pion noir sur case blanche h7 · Pion noir sur case blanche a6 · Cavalier noir sur case noire f6 · Fou noir sur case noire c5 · Pion blanc sur case blanche d5 · Cavalier noir sur case noire b4 · Cavalier blanc sur case noire a3 · Cavalier blanc sur case noire c3 · Pion blanc sur case blanche a2 · Pion blanc sur case noire b2 · Fou blanc sur case blanche e2 · Pion blanc sur case noire f2 · Pion blanc sur case blanche g2 · Pion blanc sur case noire h2 · Tour blanche sur case noire a1 · Fou blanc sur case noire c1 · Dame blanche sur case blanche d1 · Roi blanc sur case noire e1 · Tour blanche sur case blanche h1 | Tour noire sur case blanche a8 · Fou noir sur case blanche c8 · Dame noire sur case noire d8 · Roi noir sur case blanche e8 · Tour noire sur case noire h8 · Pion noir sur case blanche b7 · Pion noir sur case blanche f7 · Pion noir sur case noire g7 · Pion noir sur case blanche h7 · Pion noir sur case blanche a6 · Cavalier noir sur case noire f6 · Fou noir sur case noire c5 · Pion blanc sur case blanche d5 · Cavalier noir sur case noire b4 · Cavalier blanc sur case noire a3 · Cavalier blanc sur case noire c3 · Pion blanc sur case blanche a2 · Pion blanc sur case noire b2 · Fou blanc sur case blanche e2 · Pion blanc sur case noire f2 · Pion blanc sur case blanche g2 · Pion blanc sur case noire h2 · Tour blanche sur case noire a1 · Fou blanc sur case noire c1 · Dame blanche sur case blanche d1 · Roi blanc sur case noire e1 · Tour blanche sur case blanche h1 | Tour noire sur case blanche a8 · Fou noir sur case blanche c8 · Dame noire sur case noire d8 · Roi noir sur case blanche e8 · Tour noire sur case noire h8 · Pion noir sur case blanche b7 · Pion noir sur case blanche f7 · Pion noir sur case noire g7 · Pion noir sur case blanche h7 · Pion noir sur case blanche a6 · Cavalier noir sur case noire f6 · Fou noir sur case noire c5 · Pion blanc sur case blanche d5 · Cavalier noir sur case noire b4 · Cavalier blanc sur case noire a3 · Cavalier blanc sur case noire c3 · Pion blanc sur case blanche a2 · Pion blanc sur case noire b2 · Fou blanc sur case blanche e2 · Pion blanc sur case noire f2 · Pion blanc sur case blanche g2 · Pion blanc sur case noire h2 · Tour blanche sur case noire a1 · Fou blanc sur case noire c1 · Dame blanche sur case blanche d1 · Roi blanc sur case noire e1 · Tour blanche sur case blanche h1 | Tour noire sur case blanche a8 · Fou noir sur case blanche c8 · Dame noire sur case noire d8 · Roi noir sur case blanche e8 · Tour noire sur case noire h8 · Pion noir sur case blanche b7 · Pion noir sur case blanche f7 · Pion noir sur case noire g7 · Pion noir sur case blanche h7 · Pion noir sur case blanche a6 · Cavalier noir sur case noire f6 · Fou noir sur case noire c5 · Pion blanc sur case blanche d5 · Cavalier noir sur case noire b4 · Cavalier blanc sur case noire a3 · Cavalier blanc sur case noire c3 · Pion blanc sur case blanche a2 · Pion blanc sur case noire b2 · Fou blanc sur case blanche e2 · Pion blanc sur case noire f2 · Pion blanc sur case blanche g2 · Pion blanc sur case noire h2 · Tour blanche sur case noire a1 · Fou blanc sur case noire c1 · Dame blanche sur case blanche d1 · Roi blanc sur case noire e1 · Tour blanche sur case blanche h1 | Tour noire sur case blanche a8 · Fou noir sur case blanche c8 · Dame noire sur case noire d8 · Roi noir sur case blanche e8 · Tour noire sur case noire h8 · Pion noir sur case blanche b7 · Pion noir sur case blanche f7 · Pion noir sur case noire g7 · Pion noir sur case blanche h7 · Pion noir sur case blanche a6 · Cavalier noir sur case noire f6 · Fou noir sur case noire c5 · Pion blanc sur case blanche d5 · Cavalier noir sur case noire b4 · Cavalier blanc sur case noire a3 · Cavalier blanc sur case noire c3 · Pion blanc sur case blanche a2 · Pion blanc sur case noire b2 · Fou blanc sur case blanche e2 · Pion blanc sur case noire f2 · Pion blanc sur case blanche g2 · Pion blanc sur case noire h2 · Tour blanche sur case noire a1 · Fou blanc sur case noire c1 · Dame blanche sur case blanche d1 · Roi blanc sur case noire e1 · Tour blanche sur case blanche h1 | Tour noire sur case blanche a8 · Fou noir sur case blanche c8 · Dame noire sur case noire d8 · Roi noir sur case blanche e8 · Tour noire sur case noire h8 · Pion noir sur case blanche b7 · Pion noir sur case blanche f7 · Pion noir sur case noire g7 · Pion noir sur case blanche h7 · Pion noir sur case blanche a6 · Cavalier noir sur case noire f6 · Fou noir sur case noire c5 · Pion blanc sur case blanche d5 · Cavalier noir sur case noire b4 · Cavalier blanc sur case noire a3 · Cavalier blanc sur case noire c3 · Pion blanc sur case blanche a2 · Pion blanc sur case noire b2 · Fou blanc sur case blanche e2 · Pion blanc sur case noire f2 · Pion blanc sur case blanche g2 · Pion blanc sur case noire h2 · Tour blanche sur case noire a1 · Fou blanc sur case noire c1 · Dame blanche sur case blanche d1 · Roi blanc sur case noire e1 · Tour blanche sur case blanche h1 | Tour noire sur case blanche a8 · Fou noir sur case blanche c8 · Dame noire sur case noire d8 · Roi noir sur case blanche e8 · Tour noire sur case noire h8 · Pion noir sur case blanche b7 · Pion noir sur case blanche f7 · Pion noir sur case noire g7 · Pion noir sur case blanche h7 · Pion noir sur case blanche a6 · Cavalier noir sur case noire f6 · Fou noir sur case noire c5 · Pion blanc sur case blanche d5 · Cavalier noir sur case noire b4 · Cavalier blanc sur case noire a3 · Cavalier blanc sur case noire c3 · Pion blanc sur case blanche a2 · Pion blanc sur case noire b2 · Fou blanc sur case blanche e2 · Pion blanc sur case noire f2 · Pion blanc sur case blanche g2 · Pion blanc sur case noire h2 · Tour blanche sur case noire a1 · Fou blanc sur case noire c1 · Dame blanche sur case blanche d1 · Roi blanc sur case noire e1 · Tour blanche sur case blanche h1 | Tour noire sur case blanche a8 · Fou noir sur case blanche c8 · Dame noire sur case noire d8 · Roi noir sur case blanche e8 · Tour noire sur case noire h8 · Pion noir sur case blanche b7 · Pion noir sur case blanche f7 · Pion noir sur case noire g7 · Pion noir sur case blanche h7 · Pion noir sur case blanche a6 · Cavalier noir sur case noire f6 · Fou noir sur case noire c5 · Pion blanc sur case blanche d5 · Cavalier noir sur case noire b4 · Cavalier blanc sur case noire a3 · Cavalier blanc sur case noire c3 · Pion blanc sur case blanche a2 · Pion blanc sur case noire b2 · Fou blanc sur case blanche e2 · Pion blanc sur case noire f2 · Pion blanc sur case blanche g2 · Pion blanc sur case noire h2 · Tour blanche sur case noire a1 · Fou blanc sur case noire c1 · Dame blanche sur case blanche d1 · Roi blanc sur case noire e1 · Tour blanche sur case blanche h1 | 4 |
| 3 | Tour noire sur case blanche a8 · Fou noir sur case blanche c8 · Dame noire sur case noire d8 · Roi noir sur case blanche e8 · Tour noire sur case noire h8 · Pion noir sur case blanche b7 · Pion noir sur case blanche f7 · Pion noir sur case noire g7 · Pion noir sur case blanche h7 · Pion noir sur case blanche a6 · Cavalier noir sur case noire f6 · Fou noir sur case noire c5 · Pion blanc sur case blanche d5 · Cavalier noir sur case noire b4 · Cavalier blanc sur case noire a3 · Cavalier blanc sur case noire c3 · Pion blanc sur case blanche a2 · Pion blanc sur case noire b2 · Fou blanc sur case blanche e2 · Pion blanc sur case noire f2 · Pion blanc sur case blanche g2 · Pion blanc sur case noire h2 · Tour blanche sur case noire a1 · Fou blanc sur case noire c1 · Dame blanche sur case blanche d1 · Roi blanc sur case noire e1 · Tour blanche sur case blanche h1 | Tour noire sur case blanche a8 · Fou noir sur case blanche c8 · Dame noire sur case noire d8 · Roi noir sur case blanche e8 · Tour noire sur case noire h8 · Pion noir sur case blanche b7 · Pion noir sur case blanche f7 · Pion noir sur case noire g7 · Pion noir sur case blanche h7 · Pion noir sur case blanche a6 · Cavalier noir sur case noire f6 · Fou noir sur case noire c5 · Pion blanc sur case blanche d5 · Cavalier noir sur case noire b4 · Cavalier blanc sur case noire a3 · Cavalier blanc sur case noire c3 · Pion blanc sur case blanche a2 · Pion blanc sur case noire b2 · Fou blanc sur case blanche e2 · Pion blanc sur case noire f2 · Pion blanc sur case blanche g2 · Pion blanc sur case noire h2 · Tour blanche sur case noire a1 · Fou blanc sur case noire c1 · Dame blanche sur case blanche d1 · Roi blanc sur case noire e1 · Tour blanche sur case blanche h1 | Tour noire sur case blanche a8 · Fou noir sur case blanche c8 · Dame noire sur case noire d8 · Roi noir sur case blanche e8 · Tour noire sur case noire h8 · Pion noir sur case blanche b7 · Pion noir sur case blanche f7 · Pion noir sur case noire g7 · Pion noir sur case blanche h7 · Pion noir sur case blanche a6 · Cavalier noir sur case noire f6 · Fou noir sur case noire c5 · Pion blanc sur case blanche d5 · Cavalier noir sur case noire b4 · Cavalier blanc sur case noire a3 · Cavalier blanc sur case noire c3 · Pion blanc sur case blanche a2 · Pion blanc sur case noire b2 · Fou blanc sur case blanche e2 · Pion blanc sur case noire f2 · Pion blanc sur case blanche g2 · Pion blanc sur case noire h2 · Tour blanche sur case noire a1 · Fou blanc sur case noire c1 · Dame blanche sur case blanche d1 · Roi blanc sur case noire e1 · Tour blanche sur case blanche h1 | Tour noire sur case blanche a8 · Fou noir sur case blanche c8 · Dame noire sur case noire d8 · Roi noir sur case blanche e8 · Tour noire sur case noire h8 · Pion noir sur case blanche b7 · Pion noir sur case blanche f7 · Pion noir sur case noire g7 · Pion noir sur case blanche h7 · Pion noir sur case blanche a6 · Cavalier noir sur case noire f6 · Fou noir sur case noire c5 · Pion blanc sur case blanche d5 · Cavalier noir sur case noire b4 · Cavalier blanc sur case noire a3 · Cavalier blanc sur case noire c3 · Pion blanc sur case blanche a2 · Pion blanc sur case noire b2 · Fou blanc sur case blanche e2 · Pion blanc sur case noire f2 · Pion blanc sur case blanche g2 · Pion blanc sur case noire h2 · Tour blanche sur case noire a1 · Fou blanc sur case noire c1 · Dame blanche sur case blanche d1 · Roi blanc sur case noire e1 · Tour blanche sur case blanche h1 | Tour noire sur case blanche a8 · Fou noir sur case blanche c8 · Dame noire sur case noire d8 · Roi noir sur case blanche e8 · Tour noire sur case noire h8 · Pion noir sur case blanche b7 · Pion noir sur case blanche f7 · Pion noir sur case noire g7 · Pion noir sur case blanche h7 · Pion noir sur case blanche a6 · Cavalier noir sur case noire f6 · Fou noir sur case noire c5 · Pion blanc sur case blanche d5 · Cavalier noir sur case noire b4 · Cavalier blanc sur case noire a3 · Cavalier blanc sur case noire c3 · Pion blanc sur case blanche a2 · Pion blanc sur case noire b2 · Fou blanc sur case blanche e2 · Pion blanc sur case noire f2 · Pion blanc sur case blanche g2 · Pion blanc sur case noire h2 · Tour blanche sur case noire a1 · Fou blanc sur case noire c1 · Dame blanche sur case blanche d1 · Roi blanc sur case noire e1 · Tour blanche sur case blanche h1 | Tour noire sur case blanche a8 · Fou noir sur case blanche c8 · Dame noire sur case noire d8 · Roi noir sur case blanche e8 · Tour noire sur case noire h8 · Pion noir sur case blanche b7 · Pion noir sur case blanche f7 · Pion noir sur case noire g7 · Pion noir sur case blanche h7 · Pion noir sur case blanche a6 · Cavalier noir sur case noire f6 · Fou noir sur case noire c5 · Pion blanc sur case blanche d5 · Cavalier noir sur case noire b4 · Cavalier blanc sur case noire a3 · Cavalier blanc sur case noire c3 · Pion blanc sur case blanche a2 · Pion blanc sur case noire b2 · Fou blanc sur case blanche e2 · Pion blanc sur case noire f2 · Pion blanc sur case blanche g2 · Pion blanc sur case noire h2 · Tour blanche sur case noire a1 · Fou blanc sur case noire c1 · Dame blanche sur case blanche d1 · Roi blanc sur case noire e1 · Tour blanche sur case blanche h1 | Tour noire sur case blanche a8 · Fou noir sur case blanche c8 · Dame noire sur case noire d8 · Roi noir sur case blanche e8 · Tour noire sur case noire h8 · Pion noir sur case blanche b7 · Pion noir sur case blanche f7 · Pion noir sur case noire g7 · Pion noir sur case blanche h7 · Pion noir sur case blanche a6 · Cavalier noir sur case noire f6 · Fou noir sur case noire c5 · Pion blanc sur case blanche d5 · Cavalier noir sur case noire b4 · Cavalier blanc sur case noire a3 · Cavalier blanc sur case noire c3 · Pion blanc sur case blanche a2 · Pion blanc sur case noire b2 · Fou blanc sur case blanche e2 · Pion blanc sur case noire f2 · Pion blanc sur case blanche g2 · Pion blanc sur case noire h2 · Tour blanche sur case noire a1 · Fou blanc sur case noire c1 · Dame blanche sur case blanche d1 · Roi blanc sur case noire e1 · Tour blanche sur case blanche h1 | Tour noire sur case blanche a8 · Fou noir sur case blanche c8 · Dame noire sur case noire d8 · Roi noir sur case blanche e8 · Tour noire sur case noire h8 · Pion noir sur case blanche b7 · Pion noir sur case blanche f7 · Pion noir sur case noire g7 · Pion noir sur case blanche h7 · Pion noir sur case blanche a6 · Cavalier noir sur case noire f6 · Fou noir sur case noire c5 · Pion blanc sur case blanche d5 · Cavalier noir sur case noire b4 · Cavalier blanc sur case noire a3 · Cavalier blanc sur case noire c3 · Pion blanc sur case blanche a2 · Pion blanc sur case noire b2 · Fou blanc sur case blanche e2 · Pion blanc sur case noire f2 · Pion blanc sur case blanche g2 · Pion blanc sur case noire h2 · Tour blanche sur case noire a1 · Fou blanc sur case noire c1 · Dame blanche sur case blanche d1 · Roi blanc sur case noire e1 · Tour blanche sur case blanche h1 | 3 |
| 2 | Tour noire sur case blanche a8 · Fou noir sur case blanche c8 · Dame noire sur case noire d8 · Roi noir sur case blanche e8 · Tour noire sur case noire h8 · Pion noir sur case blanche b7 · Pion noir sur case blanche f7 · Pion noir sur case noire g7 · Pion noir sur case blanche h7 · Pion noir sur case blanche a6 · Cavalier noir sur case noire f6 · Fou noir sur case noire c5 · Pion blanc sur case blanche d5 · Cavalier noir sur case noire b4 · Cavalier blanc sur case noire a3 · Cavalier blanc sur case noire c3 · Pion blanc sur case blanche a2 · Pion blanc sur case noire b2 · Fou blanc sur case blanche e2 · Pion blanc sur case noire f2 · Pion blanc sur case blanche g2 · Pion blanc sur case noire h2 · Tour blanche sur case noire a1 · Fou blanc sur case noire c1 · Dame blanche sur case blanche d1 · Roi blanc sur case noire e1 · Tour blanche sur case blanche h1 | Tour noire sur case blanche a8 · Fou noir sur case blanche c8 · Dame noire sur case noire d8 · Roi noir sur case blanche e8 · Tour noire sur case noire h8 · Pion noir sur case blanche b7 · Pion noir sur case blanche f7 · Pion noir sur case noire g7 · Pion noir sur case blanche h7 · Pion noir sur case blanche a6 · Cavalier noir sur case noire f6 · Fou noir sur case noire c5 · Pion blanc sur case blanche d5 · Cavalier noir sur case noire b4 · Cavalier blanc sur case noire a3 · Cavalier blanc sur case noire c3 · Pion blanc sur case blanche a2 · Pion blanc sur case noire b2 · Fou blanc sur case blanche e2 · Pion blanc sur case noire f2 · Pion blanc sur case blanche g2 · Pion blanc sur case noire h2 · Tour blanche sur case noire a1 · Fou blanc sur case noire c1 · Dame blanche sur case blanche d1 · Roi blanc sur case noire e1 · Tour blanche sur case blanche h1 | Tour noire sur case blanche a8 · Fou noir sur case blanche c8 · Dame noire sur case noire d8 · Roi noir sur case blanche e8 · Tour noire sur case noire h8 · Pion noir sur case blanche b7 · Pion noir sur case blanche f7 · Pion noir sur case noire g7 · Pion noir sur case blanche h7 · Pion noir sur case blanche a6 · Cavalier noir sur case noire f6 · Fou noir sur case noire c5 · Pion blanc sur case blanche d5 · Cavalier noir sur case noire b4 · Cavalier blanc sur case noire a3 · Cavalier blanc sur case noire c3 · Pion blanc sur case blanche a2 · Pion blanc sur case noire b2 · Fou blanc sur case blanche e2 · Pion blanc sur case noire f2 · Pion blanc sur case blanche g2 · Pion blanc sur case noire h2 · Tour blanche sur case noire a1 · Fou blanc sur case noire c1 · Dame blanche sur case blanche d1 · Roi blanc sur case noire e1 · Tour blanche sur case blanche h1 | Tour noire sur case blanche a8 · Fou noir sur case blanche c8 · Dame noire sur case noire d8 · Roi noir sur case blanche e8 · Tour noire sur case noire h8 · Pion noir sur case blanche b7 · Pion noir sur case blanche f7 · Pion noir sur case noire g7 · Pion noir sur case blanche h7 · Pion noir sur case blanche a6 · Cavalier noir sur case noire f6 · Fou noir sur case noire c5 · Pion blanc sur case blanche d5 · Cavalier noir sur case noire b4 · Cavalier blanc sur case noire a3 · Cavalier blanc sur case noire c3 · Pion blanc sur case blanche a2 · Pion blanc sur case noire b2 · Fou blanc sur case blanche e2 · Pion blanc sur case noire f2 · Pion blanc sur case blanche g2 · Pion blanc sur case noire h2 · Tour blanche sur case noire a1 · Fou blanc sur case noire c1 · Dame blanche sur case blanche d1 · Roi blanc sur case noire e1 · Tour blanche sur case blanche h1 | Tour noire sur case blanche a8 · Fou noir sur case blanche c8 · Dame noire sur case noire d8 · Roi noir sur case blanche e8 · Tour noire sur case noire h8 · Pion noir sur case blanche b7 · Pion noir sur case blanche f7 · Pion noir sur case noire g7 · Pion noir sur case blanche h7 · Pion noir sur case blanche a6 · Cavalier noir sur case noire f6 · Fou noir sur case noire c5 · Pion blanc sur case blanche d5 · Cavalier noir sur case noire b4 · Cavalier blanc sur case noire a3 · Cavalier blanc sur case noire c3 · Pion blanc sur case blanche a2 · Pion blanc sur case noire b2 · Fou blanc sur case blanche e2 · Pion blanc sur case noire f2 · Pion blanc sur case blanche g2 · Pion blanc sur case noire h2 · Tour blanche sur case noire a1 · Fou blanc sur case noire c1 · Dame blanche sur case blanche d1 · Roi blanc sur case noire e1 · Tour blanche sur case blanche h1 | Tour noire sur case blanche a8 · Fou noir sur case blanche c8 · Dame noire sur case noire d8 · Roi noir sur case blanche e8 · Tour noire sur case noire h8 · Pion noir sur case blanche b7 · Pion noir sur case blanche f7 · Pion noir sur case noire g7 · Pion noir sur case blanche h7 · Pion noir sur case blanche a6 · Cavalier noir sur case noire f6 · Fou noir sur case noire c5 · Pion blanc sur case blanche d5 · Cavalier noir sur case noire b4 · Cavalier blanc sur case noire a3 · Cavalier blanc sur case noire c3 · Pion blanc sur case blanche a2 · Pion blanc sur case noire b2 · Fou blanc sur case blanche e2 · Pion blanc sur case noire f2 · Pion blanc sur case blanche g2 · Pion blanc sur case noire h2 · Tour blanche sur case noire a1 · Fou blanc sur case noire c1 · Dame blanche sur case blanche d1 · Roi blanc sur case noire e1 · Tour blanche sur case blanche h1 | Tour noire sur case blanche a8 · Fou noir sur case blanche c8 · Dame noire sur case noire d8 · Roi noir sur case blanche e8 · Tour noire sur case noire h8 · Pion noir sur case blanche b7 · Pion noir sur case blanche f7 · Pion noir sur case noire g7 · Pion noir sur case blanche h7 · Pion noir sur case blanche a6 · Cavalier noir sur case noire f6 · Fou noir sur case noire c5 · Pion blanc sur case blanche d5 · Cavalier noir sur case noire b4 · Cavalier blanc sur case noire a3 · Cavalier blanc sur case noire c3 · Pion blanc sur case blanche a2 · Pion blanc sur case noire b2 · Fou blanc sur case blanche e2 · Pion blanc sur case noire f2 · Pion blanc sur case blanche g2 · Pion blanc sur case noire h2 · Tour blanche sur case noire a1 · Fou blanc sur case noire c1 · Dame blanche sur case blanche d1 · Roi blanc sur case noire e1 · Tour blanche sur case blanche h1 | Tour noire sur case blanche a8 · Fou noir sur case blanche c8 · Dame noire sur case noire d8 · Roi noir sur case blanche e8 · Tour noire sur case noire h8 · Pion noir sur case blanche b7 · Pion noir sur case blanche f7 · Pion noir sur case noire g7 · Pion noir sur case blanche h7 · Pion noir sur case blanche a6 · Cavalier noir sur case noire f6 · Fou noir sur case noire c5 · Pion blanc sur case blanche d5 · Cavalier noir sur case noire b4 · Cavalier blanc sur case noire a3 · Cavalier blanc sur case noire c3 · Pion blanc sur case blanche a2 · Pion blanc sur case noire b2 · Fou blanc sur case blanche e2 · Pion blanc sur case noire f2 · Pion blanc sur case blanche g2 · Pion blanc sur case noire h2 · Tour blanche sur case noire a1 · Fou blanc sur case noire c1 · Dame blanche sur case blanche d1 · Roi blanc sur case noire e1 · Tour blanche sur case blanche h1 | 2 |
| 1 | Tour noire sur case blanche a8 · Fou noir sur case blanche c8 · Dame noire sur case noire d8 · Roi noir sur case blanche e8 · Tour noire sur case noire h8 · Pion noir sur case blanche b7 · Pion noir sur case blanche f7 · Pion noir sur case noire g7 · Pion noir sur case blanche h7 · Pion noir sur case blanche a6 · Cavalier noir sur case noire f6 · Fou noir sur case noire c5 · Pion blanc sur case blanche d5 · Cavalier noir sur case noire b4 · Cavalier blanc sur case noire a3 · Cavalier blanc sur case noire c3 · Pion blanc sur case blanche a2 · Pion blanc sur case noire b2 · Fou blanc sur case blanche e2 · Pion blanc sur case noire f2 · Pion blanc sur case blanche g2 · Pion blanc sur case noire h2 · Tour blanche sur case noire a1 · Fou blanc sur case noire c1 · Dame blanche sur case blanche d1 · Roi blanc sur case noire e1 · Tour blanche sur case blanche h1 | Tour noire sur case blanche a8 · Fou noir sur case blanche c8 · Dame noire sur case noire d8 · Roi noir sur case blanche e8 · Tour noire sur case noire h8 · Pion noir sur case blanche b7 · Pion noir sur case blanche f7 · Pion noir sur case noire g7 · Pion noir sur case blanche h7 · Pion noir sur case blanche a6 · Cavalier noir sur case noire f6 · Fou noir sur case noire c5 · Pion blanc sur case blanche d5 · Cavalier noir sur case noire b4 · Cavalier blanc sur case noire a3 · Cavalier blanc sur case noire c3 · Pion blanc sur case blanche a2 · Pion blanc sur case noire b2 · Fou blanc sur case blanche e2 · Pion blanc sur case noire f2 · Pion blanc sur case blanche g2 · Pion blanc sur case noire h2 · Tour blanche sur case noire a1 · Fou blanc sur case noire c1 · Dame blanche sur case blanche d1 · Roi blanc sur case noire e1 · Tour blanche sur case blanche h1 | Tour noire sur case blanche a8 · Fou noir sur case blanche c8 · Dame noire sur case noire d8 · Roi noir sur case blanche e8 · Tour noire sur case noire h8 · Pion noir sur case blanche b7 · Pion noir sur case blanche f7 · Pion noir sur case noire g7 · Pion noir sur case blanche h7 · Pion noir sur case blanche a6 · Cavalier noir sur case noire f6 · Fou noir sur case noire c5 · Pion blanc sur case blanche d5 · Cavalier noir sur case noire b4 · Cavalier blanc sur case noire a3 · Cavalier blanc sur case noire c3 · Pion blanc sur case blanche a2 · Pion blanc sur case noire b2 · Fou blanc sur case blanche e2 · Pion blanc sur case noire f2 · Pion blanc sur case blanche g2 · Pion blanc sur case noire h2 · Tour blanche sur case noire a1 · Fou blanc sur case noire c1 · Dame blanche sur case blanche d1 · Roi blanc sur case noire e1 · Tour blanche sur case blanche h1 | Tour noire sur case blanche a8 · Fou noir sur case blanche c8 · Dame noire sur case noire d8 · Roi noir sur case blanche e8 · Tour noire sur case noire h8 · Pion noir sur case blanche b7 · Pion noir sur case blanche f7 · Pion noir sur case noire g7 · Pion noir sur case blanche h7 · Pion noir sur case blanche a6 · Cavalier noir sur case noire f6 · Fou noir sur case noire c5 · Pion blanc sur case blanche d5 · Cavalier noir sur case noire b4 · Cavalier blanc sur case noire a3 · Cavalier blanc sur case noire c3 · Pion blanc sur case blanche a2 · Pion blanc sur case noire b2 · Fou blanc sur case blanche e2 · Pion blanc sur case noire f2 · Pion blanc sur case blanche g2 · Pion blanc sur case noire h2 · Tour blanche sur case noire a1 · Fou blanc sur case noire c1 · Dame blanche sur case blanche d1 · Roi blanc sur case noire e1 · Tour blanche sur case blanche h1 | Tour noire sur case blanche a8 · Fou noir sur case blanche c8 · Dame noire sur case noire d8 · Roi noir sur case blanche e8 · Tour noire sur case noire h8 · Pion noir sur case blanche b7 · Pion noir sur case blanche f7 · Pion noir sur case noire g7 · Pion noir sur case blanche h7 · Pion noir sur case blanche a6 · Cavalier noir sur case noire f6 · Fou noir sur case noire c5 · Pion blanc sur case blanche d5 · Cavalier noir sur case noire b4 · Cavalier blanc sur case noire a3 · Cavalier blanc sur case noire c3 · Pion blanc sur case blanche a2 · Pion blanc sur case noire b2 · Fou blanc sur case blanche e2 · Pion blanc sur case noire f2 · Pion blanc sur case blanche g2 · Pion blanc sur case noire h2 · Tour blanche sur case noire a1 · Fou blanc sur case noire c1 · Dame blanche sur case blanche d1 · Roi blanc sur case noire e1 · Tour blanche sur case blanche h1 | Tour noire sur case blanche a8 · Fou noir sur case blanche c8 · Dame noire sur case noire d8 · Roi noir sur case blanche e8 · Tour noire sur case noire h8 · Pion noir sur case blanche b7 · Pion noir sur case blanche f7 · Pion noir sur case noire g7 · Pion noir sur case blanche h7 · Pion noir sur case blanche a6 · Cavalier noir sur case noire f6 · Fou noir sur case noire c5 · Pion blanc sur case blanche d5 · Cavalier noir sur case noire b4 · Cavalier blanc sur case noire a3 · Cavalier blanc sur case noire c3 · Pion blanc sur case blanche a2 · Pion blanc sur case noire b2 · Fou blanc sur case blanche e2 · Pion blanc sur case noire f2 · Pion blanc sur case blanche g2 · Pion blanc sur case noire h2 · Tour blanche sur case noire a1 · Fou blanc sur case noire c1 · Dame blanche sur case blanche d1 · Roi blanc sur case noire e1 · Tour blanche sur case blanche h1 | Tour noire sur case blanche a8 · Fou noir sur case blanche c8 · Dame noire sur case noire d8 · Roi noir sur case blanche e8 · Tour noire sur case noire h8 · Pion noir sur case blanche b7 · Pion noir sur case blanche f7 · Pion noir sur case noire g7 · Pion noir sur case blanche h7 · Pion noir sur case blanche a6 · Cavalier noir sur case noire f6 · Fou noir sur case noire c5 · Pion blanc sur case blanche d5 · Cavalier noir sur case noire b4 · Cavalier blanc sur case noire a3 · Cavalier blanc sur case noire c3 · Pion blanc sur case blanche a2 · Pion blanc sur case noire b2 · Fou blanc sur case blanche e2 · Pion blanc sur case noire f2 · Pion blanc sur case blanche g2 · Pion blanc sur case noire h2 · Tour blanche sur case noire a1 · Fou blanc sur case noire c1 · Dame blanche sur case blanche d1 · Roi blanc sur case noire e1 · Tour blanche sur case blanche h1 | Tour noire sur case blanche a8 · Fou noir sur case blanche c8 · Dame noire sur case noire d8 · Roi noir sur case blanche e8 · Tour noire sur case noire h8 · Pion noir sur case blanche b7 · Pion noir sur case blanche f7 · Pion noir sur case noire g7 · Pion noir sur case blanche h7 · Pion noir sur case blanche a6 · Cavalier noir sur case noire f6 · Fou noir sur case noire c5 · Pion blanc sur case blanche d5 · Cavalier noir sur case noire b4 · Cavalier blanc sur case noire a3 · Cavalier blanc sur case noire c3 · Pion blanc sur case blanche a2 · Pion blanc sur case noire b2 · Fou blanc sur case blanche e2 · Pion blanc sur case noire f2 · Pion blanc sur case blanche g2 · Pion blanc sur case noire h2 · Tour blanche sur case noire a1 · Fou blanc sur case noire c1 · Dame blanche sur case blanche d1 · Roi blanc sur case noire e1 · Tour blanche sur case blanche h1 | 1 |
|   | a | b | c | d | e | f | g | h |   |

1. e4 c5
Kasparov joue la défense sicilienne, son ouverture favorite qui l'accompagne tout au long de sa carrière.
 2. Cf3 e6 3. d4 cxd4 4. Cxd4 Cc6 5. Cb5
La menace est 6. Cd6, ce qui donne un temps de plus pour jouer 6. c4 et prendre de l'espace dans le jeu. Aussi possible est 5. Cc3.
5. ... d6 6. c4 Cf6 7. C1c3 a6 8. Ca3 d5!?
Les Noirs sacrifient un pion pour libérer leurs pièces et obtenir un jeu actif.
Ce gambit, qui se joue toujours, en concurrence avec 8. ... b6!? 9. Fe2 Fb7 10. O-O Cb8!, porte maintenant le nom de « Kasparov », bien qu'il ait déjà été joué en Hongrie en 1965 dans la partie Károly Honfi - Péter Dely.
9. cxd5 exd5 10. exd5 Cb4 11. Fe2
Karpov rapporte que 11. Fc4 Fg4 12. Dd4! est meilleur.
Dans la 12e partie, la suite a été 11. Fc4 Fg4 12. Fe2 Fxe2 13. Dxe2+ De7, avec égalisation des noirs. Karpov ne veut pas rejouer la même partie, mais Kasparov ne reprend pas le pion d5 avec
11. ... Fc5!
Kasparov va au contraire développer ses pièces plutôt que de combler son handicap matériel. Karpov, moins bien préparé, n'a pas prévu ce gambit par lequel les noirs obtiendront vite une initiative dangereuse grâce à leur avance de développement — le Cavalier blanc en a3 étant mal placé — en échange du pion sacrifié. Karpov s'aperçoit de la profondeur de la conception de son adversaire. 
12. 0-0
Juste après la partie, des analyses montrent que le meilleur coup est 12.Fe3 ! Fxe3 13.Dxa4+ b5 14.Dxb4, avec un avantage aux Blancs. Karpov explique qu'il n'a pas eu le temps d'assimiler toutes les analyses. Ce sont sans doute ces analyses qui ont dissuadé Kasparov de tenter une troisième fois ce sacrifice de pion.
12. ... 0-0 13. Ff3 Ff5 14. Fg5
L'objectif de Kasparov est de placer le cavalier noir sur d3. En jouant 14. Fg5, Anatoly Karpov cherche au contraire à conserver son pion supplémentaire, et laisse Kasparov aller au bout de son projet.
14. ... Te8 15. Dd2 b5 16. Tad1 Cd3!
La position est critique. Le cavalier risque de paralyser le camp blanc. Avec 17. d6, Karpov aurait arrêté de jouer passivement. De plus, le dernier coup noir permet 17. ... b4, qui capture un des deux cavaliers. D'où : 
|   | a | b | c | d | e | f | g | h |   |
| 8 | Tour noire sur case blanche c8 · Tour noire sur case blanche e8 · Roi noir sur case blanche g8 · Cavalier noir sur case blanche d7 · Pion noir sur case blanche f7 · Dame noire sur case noire f6 · Fou noir sur case blanche g6 · Pion noir sur case noire h6 · Pion blanc sur case blanche d5 · Pion noir sur case noire g5 · Cavalier blanc sur case blanche a4 · Pion noir sur case noire b4 · Pion blanc sur case blanche b3 · Cavalier noir sur case blanche d3 · Pion blanc sur case noire g3 · Dame blanche sur case blanche a2 · Pion blanc sur case noire f2 · Fou blanc sur case blanche g2 · Pion blanc sur case noire h2 · Cavalier blanc sur case blanche b1 · Tour blanche sur case blanche d1 · Tour blanche sur case blanche f1 · Roi blanc sur case noire g1 | Tour noire sur case blanche c8 · Tour noire sur case blanche e8 · Roi noir sur case blanche g8 · Cavalier noir sur case blanche d7 · Pion noir sur case blanche f7 · Dame noire sur case noire f6 · Fou noir sur case blanche g6 · Pion noir sur case noire h6 · Pion blanc sur case blanche d5 · Pion noir sur case noire g5 · Cavalier blanc sur case blanche a4 · Pion noir sur case noire b4 · Pion blanc sur case blanche b3 · Cavalier noir sur case blanche d3 · Pion blanc sur case noire g3 · Dame blanche sur case blanche a2 · Pion blanc sur case noire f2 · Fou blanc sur case blanche g2 · Pion blanc sur case noire h2 · Cavalier blanc sur case blanche b1 · Tour blanche sur case blanche d1 · Tour blanche sur case blanche f1 · Roi blanc sur case noire g1 | Tour noire sur case blanche c8 · Tour noire sur case blanche e8 · Roi noir sur case blanche g8 · Cavalier noir sur case blanche d7 · Pion noir sur case blanche f7 · Dame noire sur case noire f6 · Fou noir sur case blanche g6 · Pion noir sur case noire h6 · Pion blanc sur case blanche d5 · Pion noir sur case noire g5 · Cavalier blanc sur case blanche a4 · Pion noir sur case noire b4 · Pion blanc sur case blanche b3 · Cavalier noir sur case blanche d3 · Pion blanc sur case noire g3 · Dame blanche sur case blanche a2 · Pion blanc sur case noire f2 · Fou blanc sur case blanche g2 · Pion blanc sur case noire h2 · Cavalier blanc sur case blanche b1 · Tour blanche sur case blanche d1 · Tour blanche sur case blanche f1 · Roi blanc sur case noire g1 | Tour noire sur case blanche c8 · Tour noire sur case blanche e8 · Roi noir sur case blanche g8 · Cavalier noir sur case blanche d7 · Pion noir sur case blanche f7 · Dame noire sur case noire f6 · Fou noir sur case blanche g6 · Pion noir sur case noire h6 · Pion blanc sur case blanche d5 · Pion noir sur case noire g5 · Cavalier blanc sur case blanche a4 · Pion noir sur case noire b4 · Pion blanc sur case blanche b3 · Cavalier noir sur case blanche d3 · Pion blanc sur case noire g3 · Dame blanche sur case blanche a2 · Pion blanc sur case noire f2 · Fou blanc sur case blanche g2 · Pion blanc sur case noire h2 · Cavalier blanc sur case blanche b1 · Tour blanche sur case blanche d1 · Tour blanche sur case blanche f1 · Roi blanc sur case noire g1 | Tour noire sur case blanche c8 · Tour noire sur case blanche e8 · Roi noir sur case blanche g8 · Cavalier noir sur case blanche d7 · Pion noir sur case blanche f7 · Dame noire sur case noire f6 · Fou noir sur case blanche g6 · Pion noir sur case noire h6 · Pion blanc sur case blanche d5 · Pion noir sur case noire g5 · Cavalier blanc sur case blanche a4 · Pion noir sur case noire b4 · Pion blanc sur case blanche b3 · Cavalier noir sur case blanche d3 · Pion blanc sur case noire g3 · Dame blanche sur case blanche a2 · Pion blanc sur case noire f2 · Fou blanc sur case blanche g2 · Pion blanc sur case noire h2 · Cavalier blanc sur case blanche b1 · Tour blanche sur case blanche d1 · Tour blanche sur case blanche f1 · Roi blanc sur case noire g1 | Tour noire sur case blanche c8 · Tour noire sur case blanche e8 · Roi noir sur case blanche g8 · Cavalier noir sur case blanche d7 · Pion noir sur case blanche f7 · Dame noire sur case noire f6 · Fou noir sur case blanche g6 · Pion noir sur case noire h6 · Pion blanc sur case blanche d5 · Pion noir sur case noire g5 · Cavalier blanc sur case blanche a4 · Pion noir sur case noire b4 · Pion blanc sur case blanche b3 · Cavalier noir sur case blanche d3 · Pion blanc sur case noire g3 · Dame blanche sur case blanche a2 · Pion blanc sur case noire f2 · Fou blanc sur case blanche g2 · Pion blanc sur case noire h2 · Cavalier blanc sur case blanche b1 · Tour blanche sur case blanche d1 · Tour blanche sur case blanche f1 · Roi blanc sur case noire g1 | Tour noire sur case blanche c8 · Tour noire sur case blanche e8 · Roi noir sur case blanche g8 · Cavalier noir sur case blanche d7 · Pion noir sur case blanche f7 · Dame noire sur case noire f6 · Fou noir sur case blanche g6 · Pion noir sur case noire h6 · Pion blanc sur case blanche d5 · Pion noir sur case noire g5 · Cavalier blanc sur case blanche a4 · Pion noir sur case noire b4 · Pion blanc sur case blanche b3 · Cavalier noir sur case blanche d3 · Pion blanc sur case noire g3 · Dame blanche sur case blanche a2 · Pion blanc sur case noire f2 · Fou blanc sur case blanche g2 · Pion blanc sur case noire h2 · Cavalier blanc sur case blanche b1 · Tour blanche sur case blanche d1 · Tour blanche sur case blanche f1 · Roi blanc sur case noire g1 | Tour noire sur case blanche c8 · Tour noire sur case blanche e8 · Roi noir sur case blanche g8 · Cavalier noir sur case blanche d7 · Pion noir sur case blanche f7 · Dame noire sur case noire f6 · Fou noir sur case blanche g6 · Pion noir sur case noire h6 · Pion blanc sur case blanche d5 · Pion noir sur case noire g5 · Cavalier blanc sur case blanche a4 · Pion noir sur case noire b4 · Pion blanc sur case blanche b3 · Cavalier noir sur case blanche d3 · Pion blanc sur case noire g3 · Dame blanche sur case blanche a2 · Pion blanc sur case noire f2 · Fou blanc sur case blanche g2 · Pion blanc sur case noire h2 · Cavalier blanc sur case blanche b1 · Tour blanche sur case blanche d1 · Tour blanche sur case blanche f1 · Roi blanc sur case noire g1 | 8 |
| 7 | Tour noire sur case blanche c8 · Tour noire sur case blanche e8 · Roi noir sur case blanche g8 · Cavalier noir sur case blanche d7 · Pion noir sur case blanche f7 · Dame noire sur case noire f6 · Fou noir sur case blanche g6 · Pion noir sur case noire h6 · Pion blanc sur case blanche d5 · Pion noir sur case noire g5 · Cavalier blanc sur case blanche a4 · Pion noir sur case noire b4 · Pion blanc sur case blanche b3 · Cavalier noir sur case blanche d3 · Pion blanc sur case noire g3 · Dame blanche sur case blanche a2 · Pion blanc sur case noire f2 · Fou blanc sur case blanche g2 · Pion blanc sur case noire h2 · Cavalier blanc sur case blanche b1 · Tour blanche sur case blanche d1 · Tour blanche sur case blanche f1 · Roi blanc sur case noire g1 | Tour noire sur case blanche c8 · Tour noire sur case blanche e8 · Roi noir sur case blanche g8 · Cavalier noir sur case blanche d7 · Pion noir sur case blanche f7 · Dame noire sur case noire f6 · Fou noir sur case blanche g6 · Pion noir sur case noire h6 · Pion blanc sur case blanche d5 · Pion noir sur case noire g5 · Cavalier blanc sur case blanche a4 · Pion noir sur case noire b4 · Pion blanc sur case blanche b3 · Cavalier noir sur case blanche d3 · Pion blanc sur case noire g3 · Dame blanche sur case blanche a2 · Pion blanc sur case noire f2 · Fou blanc sur case blanche g2 · Pion blanc sur case noire h2 · Cavalier blanc sur case blanche b1 · Tour blanche sur case blanche d1 · Tour blanche sur case blanche f1 · Roi blanc sur case noire g1 | Tour noire sur case blanche c8 · Tour noire sur case blanche e8 · Roi noir sur case blanche g8 · Cavalier noir sur case blanche d7 · Pion noir sur case blanche f7 · Dame noire sur case noire f6 · Fou noir sur case blanche g6 · Pion noir sur case noire h6 · Pion blanc sur case blanche d5 · Pion noir sur case noire g5 · Cavalier blanc sur case blanche a4 · Pion noir sur case noire b4 · Pion blanc sur case blanche b3 · Cavalier noir sur case blanche d3 · Pion blanc sur case noire g3 · Dame blanche sur case blanche a2 · Pion blanc sur case noire f2 · Fou blanc sur case blanche g2 · Pion blanc sur case noire h2 · Cavalier blanc sur case blanche b1 · Tour blanche sur case blanche d1 · Tour blanche sur case blanche f1 · Roi blanc sur case noire g1 | Tour noire sur case blanche c8 · Tour noire sur case blanche e8 · Roi noir sur case blanche g8 · Cavalier noir sur case blanche d7 · Pion noir sur case blanche f7 · Dame noire sur case noire f6 · Fou noir sur case blanche g6 · Pion noir sur case noire h6 · Pion blanc sur case blanche d5 · Pion noir sur case noire g5 · Cavalier blanc sur case blanche a4 · Pion noir sur case noire b4 · Pion blanc sur case blanche b3 · Cavalier noir sur case blanche d3 · Pion blanc sur case noire g3 · Dame blanche sur case blanche a2 · Pion blanc sur case noire f2 · Fou blanc sur case blanche g2 · Pion blanc sur case noire h2 · Cavalier blanc sur case blanche b1 · Tour blanche sur case blanche d1 · Tour blanche sur case blanche f1 · Roi blanc sur case noire g1 | Tour noire sur case blanche c8 · Tour noire sur case blanche e8 · Roi noir sur case blanche g8 · Cavalier noir sur case blanche d7 · Pion noir sur case blanche f7 · Dame noire sur case noire f6 · Fou noir sur case blanche g6 · Pion noir sur case noire h6 · Pion blanc sur case blanche d5 · Pion noir sur case noire g5 · Cavalier blanc sur case blanche a4 · Pion noir sur case noire b4 · Pion blanc sur case blanche b3 · Cavalier noir sur case blanche d3 · Pion blanc sur case noire g3 · Dame blanche sur case blanche a2 · Pion blanc sur case noire f2 · Fou blanc sur case blanche g2 · Pion blanc sur case noire h2 · Cavalier blanc sur case blanche b1 · Tour blanche sur case blanche d1 · Tour blanche sur case blanche f1 · Roi blanc sur case noire g1 | Tour noire sur case blanche c8 · Tour noire sur case blanche e8 · Roi noir sur case blanche g8 · Cavalier noir sur case blanche d7 · Pion noir sur case blanche f7 · Dame noire sur case noire f6 · Fou noir sur case blanche g6 · Pion noir sur case noire h6 · Pion blanc sur case blanche d5 · Pion noir sur case noire g5 · Cavalier blanc sur case blanche a4 · Pion noir sur case noire b4 · Pion blanc sur case blanche b3 · Cavalier noir sur case blanche d3 · Pion blanc sur case noire g3 · Dame blanche sur case blanche a2 · Pion blanc sur case noire f2 · Fou blanc sur case blanche g2 · Pion blanc sur case noire h2 · Cavalier blanc sur case blanche b1 · Tour blanche sur case blanche d1 · Tour blanche sur case blanche f1 · Roi blanc sur case noire g1 | Tour noire sur case blanche c8 · Tour noire sur case blanche e8 · Roi noir sur case blanche g8 · Cavalier noir sur case blanche d7 · Pion noir sur case blanche f7 · Dame noire sur case noire f6 · Fou noir sur case blanche g6 · Pion noir sur case noire h6 · Pion blanc sur case blanche d5 · Pion noir sur case noire g5 · Cavalier blanc sur case blanche a4 · Pion noir sur case noire b4 · Pion blanc sur case blanche b3 · Cavalier noir sur case blanche d3 · Pion blanc sur case noire g3 · Dame blanche sur case blanche a2 · Pion blanc sur case noire f2 · Fou blanc sur case blanche g2 · Pion blanc sur case noire h2 · Cavalier blanc sur case blanche b1 · Tour blanche sur case blanche d1 · Tour blanche sur case blanche f1 · Roi blanc sur case noire g1 | Tour noire sur case blanche c8 · Tour noire sur case blanche e8 · Roi noir sur case blanche g8 · Cavalier noir sur case blanche d7 · Pion noir sur case blanche f7 · Dame noire sur case noire f6 · Fou noir sur case blanche g6 · Pion noir sur case noire h6 · Pion blanc sur case blanche d5 · Pion noir sur case noire g5 · Cavalier blanc sur case blanche a4 · Pion noir sur case noire b4 · Pion blanc sur case blanche b3 · Cavalier noir sur case blanche d3 · Pion blanc sur case noire g3 · Dame blanche sur case blanche a2 · Pion blanc sur case noire f2 · Fou blanc sur case blanche g2 · Pion blanc sur case noire h2 · Cavalier blanc sur case blanche b1 · Tour blanche sur case blanche d1 · Tour blanche sur case blanche f1 · Roi blanc sur case noire g1 | 7 |
| 6 | Tour noire sur case blanche c8 · Tour noire sur case blanche e8 · Roi noir sur case blanche g8 · Cavalier noir sur case blanche d7 · Pion noir sur case blanche f7 · Dame noire sur case noire f6 · Fou noir sur case blanche g6 · Pion noir sur case noire h6 · Pion blanc sur case blanche d5 · Pion noir sur case noire g5 · Cavalier blanc sur case blanche a4 · Pion noir sur case noire b4 · Pion blanc sur case blanche b3 · Cavalier noir sur case blanche d3 · Pion blanc sur case noire g3 · Dame blanche sur case blanche a2 · Pion blanc sur case noire f2 · Fou blanc sur case blanche g2 · Pion blanc sur case noire h2 · Cavalier blanc sur case blanche b1 · Tour blanche sur case blanche d1 · Tour blanche sur case blanche f1 · Roi blanc sur case noire g1 | Tour noire sur case blanche c8 · Tour noire sur case blanche e8 · Roi noir sur case blanche g8 · Cavalier noir sur case blanche d7 · Pion noir sur case blanche f7 · Dame noire sur case noire f6 · Fou noir sur case blanche g6 · Pion noir sur case noire h6 · Pion blanc sur case blanche d5 · Pion noir sur case noire g5 · Cavalier blanc sur case blanche a4 · Pion noir sur case noire b4 · Pion blanc sur case blanche b3 · Cavalier noir sur case blanche d3 · Pion blanc sur case noire g3 · Dame blanche sur case blanche a2 · Pion blanc sur case noire f2 · Fou blanc sur case blanche g2 · Pion blanc sur case noire h2 · Cavalier blanc sur case blanche b1 · Tour blanche sur case blanche d1 · Tour blanche sur case blanche f1 · Roi blanc sur case noire g1 | Tour noire sur case blanche c8 · Tour noire sur case blanche e8 · Roi noir sur case blanche g8 · Cavalier noir sur case blanche d7 · Pion noir sur case blanche f7 · Dame noire sur case noire f6 · Fou noir sur case blanche g6 · Pion noir sur case noire h6 · Pion blanc sur case blanche d5 · Pion noir sur case noire g5 · Cavalier blanc sur case blanche a4 · Pion noir sur case noire b4 · Pion blanc sur case blanche b3 · Cavalier noir sur case blanche d3 · Pion blanc sur case noire g3 · Dame blanche sur case blanche a2 · Pion blanc sur case noire f2 · Fou blanc sur case blanche g2 · Pion blanc sur case noire h2 · Cavalier blanc sur case blanche b1 · Tour blanche sur case blanche d1 · Tour blanche sur case blanche f1 · Roi blanc sur case noire g1 | Tour noire sur case blanche c8 · Tour noire sur case blanche e8 · Roi noir sur case blanche g8 · Cavalier noir sur case blanche d7 · Pion noir sur case blanche f7 · Dame noire sur case noire f6 · Fou noir sur case blanche g6 · Pion noir sur case noire h6 · Pion blanc sur case blanche d5 · Pion noir sur case noire g5 · Cavalier blanc sur case blanche a4 · Pion noir sur case noire b4 · Pion blanc sur case blanche b3 · Cavalier noir sur case blanche d3 · Pion blanc sur case noire g3 · Dame blanche sur case blanche a2 · Pion blanc sur case noire f2 · Fou blanc sur case blanche g2 · Pion blanc sur case noire h2 · Cavalier blanc sur case blanche b1 · Tour blanche sur case blanche d1 · Tour blanche sur case blanche f1 · Roi blanc sur case noire g1 | Tour noire sur case blanche c8 · Tour noire sur case blanche e8 · Roi noir sur case blanche g8 · Cavalier noir sur case blanche d7 · Pion noir sur case blanche f7 · Dame noire sur case noire f6 · Fou noir sur case blanche g6 · Pion noir sur case noire h6 · Pion blanc sur case blanche d5 · Pion noir sur case noire g5 · Cavalier blanc sur case blanche a4 · Pion noir sur case noire b4 · Pion blanc sur case blanche b3 · Cavalier noir sur case blanche d3 · Pion blanc sur case noire g3 · Dame blanche sur case blanche a2 · Pion blanc sur case noire f2 · Fou blanc sur case blanche g2 · Pion blanc sur case noire h2 · Cavalier blanc sur case blanche b1 · Tour blanche sur case blanche d1 · Tour blanche sur case blanche f1 · Roi blanc sur case noire g1 | Tour noire sur case blanche c8 · Tour noire sur case blanche e8 · Roi noir sur case blanche g8 · Cavalier noir sur case blanche d7 · Pion noir sur case blanche f7 · Dame noire sur case noire f6 · Fou noir sur case blanche g6 · Pion noir sur case noire h6 · Pion blanc sur case blanche d5 · Pion noir sur case noire g5 · Cavalier blanc sur case blanche a4 · Pion noir sur case noire b4 · Pion blanc sur case blanche b3 · Cavalier noir sur case blanche d3 · Pion blanc sur case noire g3 · Dame blanche sur case blanche a2 · Pion blanc sur case noire f2 · Fou blanc sur case blanche g2 · Pion blanc sur case noire h2 · Cavalier blanc sur case blanche b1 · Tour blanche sur case blanche d1 · Tour blanche sur case blanche f1 · Roi blanc sur case noire g1 | Tour noire sur case blanche c8 · Tour noire sur case blanche e8 · Roi noir sur case blanche g8 · Cavalier noir sur case blanche d7 · Pion noir sur case blanche f7 · Dame noire sur case noire f6 · Fou noir sur case blanche g6 · Pion noir sur case noire h6 · Pion blanc sur case blanche d5 · Pion noir sur case noire g5 · Cavalier blanc sur case blanche a4 · Pion noir sur case noire b4 · Pion blanc sur case blanche b3 · Cavalier noir sur case blanche d3 · Pion blanc sur case noire g3 · Dame blanche sur case blanche a2 · Pion blanc sur case noire f2 · Fou blanc sur case blanche g2 · Pion blanc sur case noire h2 · Cavalier blanc sur case blanche b1 · Tour blanche sur case blanche d1 · Tour blanche sur case blanche f1 · Roi blanc sur case noire g1 | Tour noire sur case blanche c8 · Tour noire sur case blanche e8 · Roi noir sur case blanche g8 · Cavalier noir sur case blanche d7 · Pion noir sur case blanche f7 · Dame noire sur case noire f6 · Fou noir sur case blanche g6 · Pion noir sur case noire h6 · Pion blanc sur case blanche d5 · Pion noir sur case noire g5 · Cavalier blanc sur case blanche a4 · Pion noir sur case noire b4 · Pion blanc sur case blanche b3 · Cavalier noir sur case blanche d3 · Pion blanc sur case noire g3 · Dame blanche sur case blanche a2 · Pion blanc sur case noire f2 · Fou blanc sur case blanche g2 · Pion blanc sur case noire h2 · Cavalier blanc sur case blanche b1 · Tour blanche sur case blanche d1 · Tour blanche sur case blanche f1 · Roi blanc sur case noire g1 | 6 |
| 5 | Tour noire sur case blanche c8 · Tour noire sur case blanche e8 · Roi noir sur case blanche g8 · Cavalier noir sur case blanche d7 · Pion noir sur case blanche f7 · Dame noire sur case noire f6 · Fou noir sur case blanche g6 · Pion noir sur case noire h6 · Pion blanc sur case blanche d5 · Pion noir sur case noire g5 · Cavalier blanc sur case blanche a4 · Pion noir sur case noire b4 · Pion blanc sur case blanche b3 · Cavalier noir sur case blanche d3 · Pion blanc sur case noire g3 · Dame blanche sur case blanche a2 · Pion blanc sur case noire f2 · Fou blanc sur case blanche g2 · Pion blanc sur case noire h2 · Cavalier blanc sur case blanche b1 · Tour blanche sur case blanche d1 · Tour blanche sur case blanche f1 · Roi blanc sur case noire g1 | Tour noire sur case blanche c8 · Tour noire sur case blanche e8 · Roi noir sur case blanche g8 · Cavalier noir sur case blanche d7 · Pion noir sur case blanche f7 · Dame noire sur case noire f6 · Fou noir sur case blanche g6 · Pion noir sur case noire h6 · Pion blanc sur case blanche d5 · Pion noir sur case noire g5 · Cavalier blanc sur case blanche a4 · Pion noir sur case noire b4 · Pion blanc sur case blanche b3 · Cavalier noir sur case blanche d3 · Pion blanc sur case noire g3 · Dame blanche sur case blanche a2 · Pion blanc sur case noire f2 · Fou blanc sur case blanche g2 · Pion blanc sur case noire h2 · Cavalier blanc sur case blanche b1 · Tour blanche sur case blanche d1 · Tour blanche sur case blanche f1 · Roi blanc sur case noire g1 | Tour noire sur case blanche c8 · Tour noire sur case blanche e8 · Roi noir sur case blanche g8 · Cavalier noir sur case blanche d7 · Pion noir sur case blanche f7 · Dame noire sur case noire f6 · Fou noir sur case blanche g6 · Pion noir sur case noire h6 · Pion blanc sur case blanche d5 · Pion noir sur case noire g5 · Cavalier blanc sur case blanche a4 · Pion noir sur case noire b4 · Pion blanc sur case blanche b3 · Cavalier noir sur case blanche d3 · Pion blanc sur case noire g3 · Dame blanche sur case blanche a2 · Pion blanc sur case noire f2 · Fou blanc sur case blanche g2 · Pion blanc sur case noire h2 · Cavalier blanc sur case blanche b1 · Tour blanche sur case blanche d1 · Tour blanche sur case blanche f1 · Roi blanc sur case noire g1 | Tour noire sur case blanche c8 · Tour noire sur case blanche e8 · Roi noir sur case blanche g8 · Cavalier noir sur case blanche d7 · Pion noir sur case blanche f7 · Dame noire sur case noire f6 · Fou noir sur case blanche g6 · Pion noir sur case noire h6 · Pion blanc sur case blanche d5 · Pion noir sur case noire g5 · Cavalier blanc sur case blanche a4 · Pion noir sur case noire b4 · Pion blanc sur case blanche b3 · Cavalier noir sur case blanche d3 · Pion blanc sur case noire g3 · Dame blanche sur case blanche a2 · Pion blanc sur case noire f2 · Fou blanc sur case blanche g2 · Pion blanc sur case noire h2 · Cavalier blanc sur case blanche b1 · Tour blanche sur case blanche d1 · Tour blanche sur case blanche f1 · Roi blanc sur case noire g1 | Tour noire sur case blanche c8 · Tour noire sur case blanche e8 · Roi noir sur case blanche g8 · Cavalier noir sur case blanche d7 · Pion noir sur case blanche f7 · Dame noire sur case noire f6 · Fou noir sur case blanche g6 · Pion noir sur case noire h6 · Pion blanc sur case blanche d5 · Pion noir sur case noire g5 · Cavalier blanc sur case blanche a4 · Pion noir sur case noire b4 · Pion blanc sur case blanche b3 · Cavalier noir sur case blanche d3 · Pion blanc sur case noire g3 · Dame blanche sur case blanche a2 · Pion blanc sur case noire f2 · Fou blanc sur case blanche g2 · Pion blanc sur case noire h2 · Cavalier blanc sur case blanche b1 · Tour blanche sur case blanche d1 · Tour blanche sur case blanche f1 · Roi blanc sur case noire g1 | Tour noire sur case blanche c8 · Tour noire sur case blanche e8 · Roi noir sur case blanche g8 · Cavalier noir sur case blanche d7 · Pion noir sur case blanche f7 · Dame noire sur case noire f6 · Fou noir sur case blanche g6 · Pion noir sur case noire h6 · Pion blanc sur case blanche d5 · Pion noir sur case noire g5 · Cavalier blanc sur case blanche a4 · Pion noir sur case noire b4 · Pion blanc sur case blanche b3 · Cavalier noir sur case blanche d3 · Pion blanc sur case noire g3 · Dame blanche sur case blanche a2 · Pion blanc sur case noire f2 · Fou blanc sur case blanche g2 · Pion blanc sur case noire h2 · Cavalier blanc sur case blanche b1 · Tour blanche sur case blanche d1 · Tour blanche sur case blanche f1 · Roi blanc sur case noire g1 | Tour noire sur case blanche c8 · Tour noire sur case blanche e8 · Roi noir sur case blanche g8 · Cavalier noir sur case blanche d7 · Pion noir sur case blanche f7 · Dame noire sur case noire f6 · Fou noir sur case blanche g6 · Pion noir sur case noire h6 · Pion blanc sur case blanche d5 · Pion noir sur case noire g5 · Cavalier blanc sur case blanche a4 · Pion noir sur case noire b4 · Pion blanc sur case blanche b3 · Cavalier noir sur case blanche d3 · Pion blanc sur case noire g3 · Dame blanche sur case blanche a2 · Pion blanc sur case noire f2 · Fou blanc sur case blanche g2 · Pion blanc sur case noire h2 · Cavalier blanc sur case blanche b1 · Tour blanche sur case blanche d1 · Tour blanche sur case blanche f1 · Roi blanc sur case noire g1 | Tour noire sur case blanche c8 · Tour noire sur case blanche e8 · Roi noir sur case blanche g8 · Cavalier noir sur case blanche d7 · Pion noir sur case blanche f7 · Dame noire sur case noire f6 · Fou noir sur case blanche g6 · Pion noir sur case noire h6 · Pion blanc sur case blanche d5 · Pion noir sur case noire g5 · Cavalier blanc sur case blanche a4 · Pion noir sur case noire b4 · Pion blanc sur case blanche b3 · Cavalier noir sur case blanche d3 · Pion blanc sur case noire g3 · Dame blanche sur case blanche a2 · Pion blanc sur case noire f2 · Fou blanc sur case blanche g2 · Pion blanc sur case noire h2 · Cavalier blanc sur case blanche b1 · Tour blanche sur case blanche d1 · Tour blanche sur case blanche f1 · Roi blanc sur case noire g1 | 5 |
| 4 | Tour noire sur case blanche c8 · Tour noire sur case blanche e8 · Roi noir sur case blanche g8 · Cavalier noir sur case blanche d7 · Pion noir sur case blanche f7 · Dame noire sur case noire f6 · Fou noir sur case blanche g6 · Pion noir sur case noire h6 · Pion blanc sur case blanche d5 · Pion noir sur case noire g5 · Cavalier blanc sur case blanche a4 · Pion noir sur case noire b4 · Pion blanc sur case blanche b3 · Cavalier noir sur case blanche d3 · Pion blanc sur case noire g3 · Dame blanche sur case blanche a2 · Pion blanc sur case noire f2 · Fou blanc sur case blanche g2 · Pion blanc sur case noire h2 · Cavalier blanc sur case blanche b1 · Tour blanche sur case blanche d1 · Tour blanche sur case blanche f1 · Roi blanc sur case noire g1 | Tour noire sur case blanche c8 · Tour noire sur case blanche e8 · Roi noir sur case blanche g8 · Cavalier noir sur case blanche d7 · Pion noir sur case blanche f7 · Dame noire sur case noire f6 · Fou noir sur case blanche g6 · Pion noir sur case noire h6 · Pion blanc sur case blanche d5 · Pion noir sur case noire g5 · Cavalier blanc sur case blanche a4 · Pion noir sur case noire b4 · Pion blanc sur case blanche b3 · Cavalier noir sur case blanche d3 · Pion blanc sur case noire g3 · Dame blanche sur case blanche a2 · Pion blanc sur case noire f2 · Fou blanc sur case blanche g2 · Pion blanc sur case noire h2 · Cavalier blanc sur case blanche b1 · Tour blanche sur case blanche d1 · Tour blanche sur case blanche f1 · Roi blanc sur case noire g1 | Tour noire sur case blanche c8 · Tour noire sur case blanche e8 · Roi noir sur case blanche g8 · Cavalier noir sur case blanche d7 · Pion noir sur case blanche f7 · Dame noire sur case noire f6 · Fou noir sur case blanche g6 · Pion noir sur case noire h6 · Pion blanc sur case blanche d5 · Pion noir sur case noire g5 · Cavalier blanc sur case blanche a4 · Pion noir sur case noire b4 · Pion blanc sur case blanche b3 · Cavalier noir sur case blanche d3 · Pion blanc sur case noire g3 · Dame blanche sur case blanche a2 · Pion blanc sur case noire f2 · Fou blanc sur case blanche g2 · Pion blanc sur case noire h2 · Cavalier blanc sur case blanche b1 · Tour blanche sur case blanche d1 · Tour blanche sur case blanche f1 · Roi blanc sur case noire g1 | Tour noire sur case blanche c8 · Tour noire sur case blanche e8 · Roi noir sur case blanche g8 · Cavalier noir sur case blanche d7 · Pion noir sur case blanche f7 · Dame noire sur case noire f6 · Fou noir sur case blanche g6 · Pion noir sur case noire h6 · Pion blanc sur case blanche d5 · Pion noir sur case noire g5 · Cavalier blanc sur case blanche a4 · Pion noir sur case noire b4 · Pion blanc sur case blanche b3 · Cavalier noir sur case blanche d3 · Pion blanc sur case noire g3 · Dame blanche sur case blanche a2 · Pion blanc sur case noire f2 · Fou blanc sur case blanche g2 · Pion blanc sur case noire h2 · Cavalier blanc sur case blanche b1 · Tour blanche sur case blanche d1 · Tour blanche sur case blanche f1 · Roi blanc sur case noire g1 | Tour noire sur case blanche c8 · Tour noire sur case blanche e8 · Roi noir sur case blanche g8 · Cavalier noir sur case blanche d7 · Pion noir sur case blanche f7 · Dame noire sur case noire f6 · Fou noir sur case blanche g6 · Pion noir sur case noire h6 · Pion blanc sur case blanche d5 · Pion noir sur case noire g5 · Cavalier blanc sur case blanche a4 · Pion noir sur case noire b4 · Pion blanc sur case blanche b3 · Cavalier noir sur case blanche d3 · Pion blanc sur case noire g3 · Dame blanche sur case blanche a2 · Pion blanc sur case noire f2 · Fou blanc sur case blanche g2 · Pion blanc sur case noire h2 · Cavalier blanc sur case blanche b1 · Tour blanche sur case blanche d1 · Tour blanche sur case blanche f1 · Roi blanc sur case noire g1 | Tour noire sur case blanche c8 · Tour noire sur case blanche e8 · Roi noir sur case blanche g8 · Cavalier noir sur case blanche d7 · Pion noir sur case blanche f7 · Dame noire sur case noire f6 · Fou noir sur case blanche g6 · Pion noir sur case noire h6 · Pion blanc sur case blanche d5 · Pion noir sur case noire g5 · Cavalier blanc sur case blanche a4 · Pion noir sur case noire b4 · Pion blanc sur case blanche b3 · Cavalier noir sur case blanche d3 · Pion blanc sur case noire g3 · Dame blanche sur case blanche a2 · Pion blanc sur case noire f2 · Fou blanc sur case blanche g2 · Pion blanc sur case noire h2 · Cavalier blanc sur case blanche b1 · Tour blanche sur case blanche d1 · Tour blanche sur case blanche f1 · Roi blanc sur case noire g1 | Tour noire sur case blanche c8 · Tour noire sur case blanche e8 · Roi noir sur case blanche g8 · Cavalier noir sur case blanche d7 · Pion noir sur case blanche f7 · Dame noire sur case noire f6 · Fou noir sur case blanche g6 · Pion noir sur case noire h6 · Pion blanc sur case blanche d5 · Pion noir sur case noire g5 · Cavalier blanc sur case blanche a4 · Pion noir sur case noire b4 · Pion blanc sur case blanche b3 · Cavalier noir sur case blanche d3 · Pion blanc sur case noire g3 · Dame blanche sur case blanche a2 · Pion blanc sur case noire f2 · Fou blanc sur case blanche g2 · Pion blanc sur case noire h2 · Cavalier blanc sur case blanche b1 · Tour blanche sur case blanche d1 · Tour blanche sur case blanche f1 · Roi blanc sur case noire g1 | Tour noire sur case blanche c8 · Tour noire sur case blanche e8 · Roi noir sur case blanche g8 · Cavalier noir sur case blanche d7 · Pion noir sur case blanche f7 · Dame noire sur case noire f6 · Fou noir sur case blanche g6 · Pion noir sur case noire h6 · Pion blanc sur case blanche d5 · Pion noir sur case noire g5 · Cavalier blanc sur case blanche a4 · Pion noir sur case noire b4 · Pion blanc sur case blanche b3 · Cavalier noir sur case blanche d3 · Pion blanc sur case noire g3 · Dame blanche sur case blanche a2 · Pion blanc sur case noire f2 · Fou blanc sur case blanche g2 · Pion blanc sur case noire h2 · Cavalier blanc sur case blanche b1 · Tour blanche sur case blanche d1 · Tour blanche sur case blanche f1 · Roi blanc sur case noire g1 | 4 |
| 3 | Tour noire sur case blanche c8 · Tour noire sur case blanche e8 · Roi noir sur case blanche g8 · Cavalier noir sur case blanche d7 · Pion noir sur case blanche f7 · Dame noire sur case noire f6 · Fou noir sur case blanche g6 · Pion noir sur case noire h6 · Pion blanc sur case blanche d5 · Pion noir sur case noire g5 · Cavalier blanc sur case blanche a4 · Pion noir sur case noire b4 · Pion blanc sur case blanche b3 · Cavalier noir sur case blanche d3 · Pion blanc sur case noire g3 · Dame blanche sur case blanche a2 · Pion blanc sur case noire f2 · Fou blanc sur case blanche g2 · Pion blanc sur case noire h2 · Cavalier blanc sur case blanche b1 · Tour blanche sur case blanche d1 · Tour blanche sur case blanche f1 · Roi blanc sur case noire g1 | Tour noire sur case blanche c8 · Tour noire sur case blanche e8 · Roi noir sur case blanche g8 · Cavalier noir sur case blanche d7 · Pion noir sur case blanche f7 · Dame noire sur case noire f6 · Fou noir sur case blanche g6 · Pion noir sur case noire h6 · Pion blanc sur case blanche d5 · Pion noir sur case noire g5 · Cavalier blanc sur case blanche a4 · Pion noir sur case noire b4 · Pion blanc sur case blanche b3 · Cavalier noir sur case blanche d3 · Pion blanc sur case noire g3 · Dame blanche sur case blanche a2 · Pion blanc sur case noire f2 · Fou blanc sur case blanche g2 · Pion blanc sur case noire h2 · Cavalier blanc sur case blanche b1 · Tour blanche sur case blanche d1 · Tour blanche sur case blanche f1 · Roi blanc sur case noire g1 | Tour noire sur case blanche c8 · Tour noire sur case blanche e8 · Roi noir sur case blanche g8 · Cavalier noir sur case blanche d7 · Pion noir sur case blanche f7 · Dame noire sur case noire f6 · Fou noir sur case blanche g6 · Pion noir sur case noire h6 · Pion blanc sur case blanche d5 · Pion noir sur case noire g5 · Cavalier blanc sur case blanche a4 · Pion noir sur case noire b4 · Pion blanc sur case blanche b3 · Cavalier noir sur case blanche d3 · Pion blanc sur case noire g3 · Dame blanche sur case blanche a2 · Pion blanc sur case noire f2 · Fou blanc sur case blanche g2 · Pion blanc sur case noire h2 · Cavalier blanc sur case blanche b1 · Tour blanche sur case blanche d1 · Tour blanche sur case blanche f1 · Roi blanc sur case noire g1 | Tour noire sur case blanche c8 · Tour noire sur case blanche e8 · Roi noir sur case blanche g8 · Cavalier noir sur case blanche d7 · Pion noir sur case blanche f7 · Dame noire sur case noire f6 · Fou noir sur case blanche g6 · Pion noir sur case noire h6 · Pion blanc sur case blanche d5 · Pion noir sur case noire g5 · Cavalier blanc sur case blanche a4 · Pion noir sur case noire b4 · Pion blanc sur case blanche b3 · Cavalier noir sur case blanche d3 · Pion blanc sur case noire g3 · Dame blanche sur case blanche a2 · Pion blanc sur case noire f2 · Fou blanc sur case blanche g2 · Pion blanc sur case noire h2 · Cavalier blanc sur case blanche b1 · Tour blanche sur case blanche d1 · Tour blanche sur case blanche f1 · Roi blanc sur case noire g1 | Tour noire sur case blanche c8 · Tour noire sur case blanche e8 · Roi noir sur case blanche g8 · Cavalier noir sur case blanche d7 · Pion noir sur case blanche f7 · Dame noire sur case noire f6 · Fou noir sur case blanche g6 · Pion noir sur case noire h6 · Pion blanc sur case blanche d5 · Pion noir sur case noire g5 · Cavalier blanc sur case blanche a4 · Pion noir sur case noire b4 · Pion blanc sur case blanche b3 · Cavalier noir sur case blanche d3 · Pion blanc sur case noire g3 · Dame blanche sur case blanche a2 · Pion blanc sur case noire f2 · Fou blanc sur case blanche g2 · Pion blanc sur case noire h2 · Cavalier blanc sur case blanche b1 · Tour blanche sur case blanche d1 · Tour blanche sur case blanche f1 · Roi blanc sur case noire g1 | Tour noire sur case blanche c8 · Tour noire sur case blanche e8 · Roi noir sur case blanche g8 · Cavalier noir sur case blanche d7 · Pion noir sur case blanche f7 · Dame noire sur case noire f6 · Fou noir sur case blanche g6 · Pion noir sur case noire h6 · Pion blanc sur case blanche d5 · Pion noir sur case noire g5 · Cavalier blanc sur case blanche a4 · Pion noir sur case noire b4 · Pion blanc sur case blanche b3 · Cavalier noir sur case blanche d3 · Pion blanc sur case noire g3 · Dame blanche sur case blanche a2 · Pion blanc sur case noire f2 · Fou blanc sur case blanche g2 · Pion blanc sur case noire h2 · Cavalier blanc sur case blanche b1 · Tour blanche sur case blanche d1 · Tour blanche sur case blanche f1 · Roi blanc sur case noire g1 | Tour noire sur case blanche c8 · Tour noire sur case blanche e8 · Roi noir sur case blanche g8 · Cavalier noir sur case blanche d7 · Pion noir sur case blanche f7 · Dame noire sur case noire f6 · Fou noir sur case blanche g6 · Pion noir sur case noire h6 · Pion blanc sur case blanche d5 · Pion noir sur case noire g5 · Cavalier blanc sur case blanche a4 · Pion noir sur case noire b4 · Pion blanc sur case blanche b3 · Cavalier noir sur case blanche d3 · Pion blanc sur case noire g3 · Dame blanche sur case blanche a2 · Pion blanc sur case noire f2 · Fou blanc sur case blanche g2 · Pion blanc sur case noire h2 · Cavalier blanc sur case blanche b1 · Tour blanche sur case blanche d1 · Tour blanche sur case blanche f1 · Roi blanc sur case noire g1 | Tour noire sur case blanche c8 · Tour noire sur case blanche e8 · Roi noir sur case blanche g8 · Cavalier noir sur case blanche d7 · Pion noir sur case blanche f7 · Dame noire sur case noire f6 · Fou noir sur case blanche g6 · Pion noir sur case noire h6 · Pion blanc sur case blanche d5 · Pion noir sur case noire g5 · Cavalier blanc sur case blanche a4 · Pion noir sur case noire b4 · Pion blanc sur case blanche b3 · Cavalier noir sur case blanche d3 · Pion blanc sur case noire g3 · Dame blanche sur case blanche a2 · Pion blanc sur case noire f2 · Fou blanc sur case blanche g2 · Pion blanc sur case noire h2 · Cavalier blanc sur case blanche b1 · Tour blanche sur case blanche d1 · Tour blanche sur case blanche f1 · Roi blanc sur case noire g1 | 3 |
| 2 | Tour noire sur case blanche c8 · Tour noire sur case blanche e8 · Roi noir sur case blanche g8 · Cavalier noir sur case blanche d7 · Pion noir sur case blanche f7 · Dame noire sur case noire f6 · Fou noir sur case blanche g6 · Pion noir sur case noire h6 · Pion blanc sur case blanche d5 · Pion noir sur case noire g5 · Cavalier blanc sur case blanche a4 · Pion noir sur case noire b4 · Pion blanc sur case blanche b3 · Cavalier noir sur case blanche d3 · Pion blanc sur case noire g3 · Dame blanche sur case blanche a2 · Pion blanc sur case noire f2 · Fou blanc sur case blanche g2 · Pion blanc sur case noire h2 · Cavalier blanc sur case blanche b1 · Tour blanche sur case blanche d1 · Tour blanche sur case blanche f1 · Roi blanc sur case noire g1 | Tour noire sur case blanche c8 · Tour noire sur case blanche e8 · Roi noir sur case blanche g8 · Cavalier noir sur case blanche d7 · Pion noir sur case blanche f7 · Dame noire sur case noire f6 · Fou noir sur case blanche g6 · Pion noir sur case noire h6 · Pion blanc sur case blanche d5 · Pion noir sur case noire g5 · Cavalier blanc sur case blanche a4 · Pion noir sur case noire b4 · Pion blanc sur case blanche b3 · Cavalier noir sur case blanche d3 · Pion blanc sur case noire g3 · Dame blanche sur case blanche a2 · Pion blanc sur case noire f2 · Fou blanc sur case blanche g2 · Pion blanc sur case noire h2 · Cavalier blanc sur case blanche b1 · Tour blanche sur case blanche d1 · Tour blanche sur case blanche f1 · Roi blanc sur case noire g1 | Tour noire sur case blanche c8 · Tour noire sur case blanche e8 · Roi noir sur case blanche g8 · Cavalier noir sur case blanche d7 · Pion noir sur case blanche f7 · Dame noire sur case noire f6 · Fou noir sur case blanche g6 · Pion noir sur case noire h6 · Pion blanc sur case blanche d5 · Pion noir sur case noire g5 · Cavalier blanc sur case blanche a4 · Pion noir sur case noire b4 · Pion blanc sur case blanche b3 · Cavalier noir sur case blanche d3 · Pion blanc sur case noire g3 · Dame blanche sur case blanche a2 · Pion blanc sur case noire f2 · Fou blanc sur case blanche g2 · Pion blanc sur case noire h2 · Cavalier blanc sur case blanche b1 · Tour blanche sur case blanche d1 · Tour blanche sur case blanche f1 · Roi blanc sur case noire g1 | Tour noire sur case blanche c8 · Tour noire sur case blanche e8 · Roi noir sur case blanche g8 · Cavalier noir sur case blanche d7 · Pion noir sur case blanche f7 · Dame noire sur case noire f6 · Fou noir sur case blanche g6 · Pion noir sur case noire h6 · Pion blanc sur case blanche d5 · Pion noir sur case noire g5 · Cavalier blanc sur case blanche a4 · Pion noir sur case noire b4 · Pion blanc sur case blanche b3 · Cavalier noir sur case blanche d3 · Pion blanc sur case noire g3 · Dame blanche sur case blanche a2 · Pion blanc sur case noire f2 · Fou blanc sur case blanche g2 · Pion blanc sur case noire h2 · Cavalier blanc sur case blanche b1 · Tour blanche sur case blanche d1 · Tour blanche sur case blanche f1 · Roi blanc sur case noire g1 | Tour noire sur case blanche c8 · Tour noire sur case blanche e8 · Roi noir sur case blanche g8 · Cavalier noir sur case blanche d7 · Pion noir sur case blanche f7 · Dame noire sur case noire f6 · Fou noir sur case blanche g6 · Pion noir sur case noire h6 · Pion blanc sur case blanche d5 · Pion noir sur case noire g5 · Cavalier blanc sur case blanche a4 · Pion noir sur case noire b4 · Pion blanc sur case blanche b3 · Cavalier noir sur case blanche d3 · Pion blanc sur case noire g3 · Dame blanche sur case blanche a2 · Pion blanc sur case noire f2 · Fou blanc sur case blanche g2 · Pion blanc sur case noire h2 · Cavalier blanc sur case blanche b1 · Tour blanche sur case blanche d1 · Tour blanche sur case blanche f1 · Roi blanc sur case noire g1 | Tour noire sur case blanche c8 · Tour noire sur case blanche e8 · Roi noir sur case blanche g8 · Cavalier noir sur case blanche d7 · Pion noir sur case blanche f7 · Dame noire sur case noire f6 · Fou noir sur case blanche g6 · Pion noir sur case noire h6 · Pion blanc sur case blanche d5 · Pion noir sur case noire g5 · Cavalier blanc sur case blanche a4 · Pion noir sur case noire b4 · Pion blanc sur case blanche b3 · Cavalier noir sur case blanche d3 · Pion blanc sur case noire g3 · Dame blanche sur case blanche a2 · Pion blanc sur case noire f2 · Fou blanc sur case blanche g2 · Pion blanc sur case noire h2 · Cavalier blanc sur case blanche b1 · Tour blanche sur case blanche d1 · Tour blanche sur case blanche f1 · Roi blanc sur case noire g1 | Tour noire sur case blanche c8 · Tour noire sur case blanche e8 · Roi noir sur case blanche g8 · Cavalier noir sur case blanche d7 · Pion noir sur case blanche f7 · Dame noire sur case noire f6 · Fou noir sur case blanche g6 · Pion noir sur case noire h6 · Pion blanc sur case blanche d5 · Pion noir sur case noire g5 · Cavalier blanc sur case blanche a4 · Pion noir sur case noire b4 · Pion blanc sur case blanche b3 · Cavalier noir sur case blanche d3 · Pion blanc sur case noire g3 · Dame blanche sur case blanche a2 · Pion blanc sur case noire f2 · Fou blanc sur case blanche g2 · Pion blanc sur case noire h2 · Cavalier blanc sur case blanche b1 · Tour blanche sur case blanche d1 · Tour blanche sur case blanche f1 · Roi blanc sur case noire g1 | Tour noire sur case blanche c8 · Tour noire sur case blanche e8 · Roi noir sur case blanche g8 · Cavalier noir sur case blanche d7 · Pion noir sur case blanche f7 · Dame noire sur case noire f6 · Fou noir sur case blanche g6 · Pion noir sur case noire h6 · Pion blanc sur case blanche d5 · Pion noir sur case noire g5 · Cavalier blanc sur case blanche a4 · Pion noir sur case noire b4 · Pion blanc sur case blanche b3 · Cavalier noir sur case blanche d3 · Pion blanc sur case noire g3 · Dame blanche sur case blanche a2 · Pion blanc sur case noire f2 · Fou blanc sur case blanche g2 · Pion blanc sur case noire h2 · Cavalier blanc sur case blanche b1 · Tour blanche sur case blanche d1 · Tour blanche sur case blanche f1 · Roi blanc sur case noire g1 | 2 |
| 1 | Tour noire sur case blanche c8 · Tour noire sur case blanche e8 · Roi noir sur case blanche g8 · Cavalier noir sur case blanche d7 · Pion noir sur case blanche f7 · Dame noire sur case noire f6 · Fou noir sur case blanche g6 · Pion noir sur case noire h6 · Pion blanc sur case blanche d5 · Pion noir sur case noire g5 · Cavalier blanc sur case blanche a4 · Pion noir sur case noire b4 · Pion blanc sur case blanche b3 · Cavalier noir sur case blanche d3 · Pion blanc sur case noire g3 · Dame blanche sur case blanche a2 · Pion blanc sur case noire f2 · Fou blanc sur case blanche g2 · Pion blanc sur case noire h2 · Cavalier blanc sur case blanche b1 · Tour blanche sur case blanche d1 · Tour blanche sur case blanche f1 · Roi blanc sur case noire g1 | Tour noire sur case blanche c8 · Tour noire sur case blanche e8 · Roi noir sur case blanche g8 · Cavalier noir sur case blanche d7 · Pion noir sur case blanche f7 · Dame noire sur case noire f6 · Fou noir sur case blanche g6 · Pion noir sur case noire h6 · Pion blanc sur case blanche d5 · Pion noir sur case noire g5 · Cavalier blanc sur case blanche a4 · Pion noir sur case noire b4 · Pion blanc sur case blanche b3 · Cavalier noir sur case blanche d3 · Pion blanc sur case noire g3 · Dame blanche sur case blanche a2 · Pion blanc sur case noire f2 · Fou blanc sur case blanche g2 · Pion blanc sur case noire h2 · Cavalier blanc sur case blanche b1 · Tour blanche sur case blanche d1 · Tour blanche sur case blanche f1 · Roi blanc sur case noire g1 | Tour noire sur case blanche c8 · Tour noire sur case blanche e8 · Roi noir sur case blanche g8 · Cavalier noir sur case blanche d7 · Pion noir sur case blanche f7 · Dame noire sur case noire f6 · Fou noir sur case blanche g6 · Pion noir sur case noire h6 · Pion blanc sur case blanche d5 · Pion noir sur case noire g5 · Cavalier blanc sur case blanche a4 · Pion noir sur case noire b4 · Pion blanc sur case blanche b3 · Cavalier noir sur case blanche d3 · Pion blanc sur case noire g3 · Dame blanche sur case blanche a2 · Pion blanc sur case noire f2 · Fou blanc sur case blanche g2 · Pion blanc sur case noire h2 · Cavalier blanc sur case blanche b1 · Tour blanche sur case blanche d1 · Tour blanche sur case blanche f1 · Roi blanc sur case noire g1 | Tour noire sur case blanche c8 · Tour noire sur case blanche e8 · Roi noir sur case blanche g8 · Cavalier noir sur case blanche d7 · Pion noir sur case blanche f7 · Dame noire sur case noire f6 · Fou noir sur case blanche g6 · Pion noir sur case noire h6 · Pion blanc sur case blanche d5 · Pion noir sur case noire g5 · Cavalier blanc sur case blanche a4 · Pion noir sur case noire b4 · Pion blanc sur case blanche b3 · Cavalier noir sur case blanche d3 · Pion blanc sur case noire g3 · Dame blanche sur case blanche a2 · Pion blanc sur case noire f2 · Fou blanc sur case blanche g2 · Pion blanc sur case noire h2 · Cavalier blanc sur case blanche b1 · Tour blanche sur case blanche d1 · Tour blanche sur case blanche f1 · Roi blanc sur case noire g1 | Tour noire sur case blanche c8 · Tour noire sur case blanche e8 · Roi noir sur case blanche g8 · Cavalier noir sur case blanche d7 · Pion noir sur case blanche f7 · Dame noire sur case noire f6 · Fou noir sur case blanche g6 · Pion noir sur case noire h6 · Pion blanc sur case blanche d5 · Pion noir sur case noire g5 · Cavalier blanc sur case blanche a4 · Pion noir sur case noire b4 · Pion blanc sur case blanche b3 · Cavalier noir sur case blanche d3 · Pion blanc sur case noire g3 · Dame blanche sur case blanche a2 · Pion blanc sur case noire f2 · Fou blanc sur case blanche g2 · Pion blanc sur case noire h2 · Cavalier blanc sur case blanche b1 · Tour blanche sur case blanche d1 · Tour blanche sur case blanche f1 · Roi blanc sur case noire g1 | Tour noire sur case blanche c8 · Tour noire sur case blanche e8 · Roi noir sur case blanche g8 · Cavalier noir sur case blanche d7 · Pion noir sur case blanche f7 · Dame noire sur case noire f6 · Fou noir sur case blanche g6 · Pion noir sur case noire h6 · Pion blanc sur case blanche d5 · Pion noir sur case noire g5 · Cavalier blanc sur case blanche a4 · Pion noir sur case noire b4 · Pion blanc sur case blanche b3 · Cavalier noir sur case blanche d3 · Pion blanc sur case noire g3 · Dame blanche sur case blanche a2 · Pion blanc sur case noire f2 · Fou blanc sur case blanche g2 · Pion blanc sur case noire h2 · Cavalier blanc sur case blanche b1 · Tour blanche sur case blanche d1 · Tour blanche sur case blanche f1 · Roi blanc sur case noire g1 | Tour noire sur case blanche c8 · Tour noire sur case blanche e8 · Roi noir sur case blanche g8 · Cavalier noir sur case blanche d7 · Pion noir sur case blanche f7 · Dame noire sur case noire f6 · Fou noir sur case blanche g6 · Pion noir sur case noire h6 · Pion blanc sur case blanche d5 · Pion noir sur case noire g5 · Cavalier blanc sur case blanche a4 · Pion noir sur case noire b4 · Pion blanc sur case blanche b3 · Cavalier noir sur case blanche d3 · Pion blanc sur case noire g3 · Dame blanche sur case blanche a2 · Pion blanc sur case noire f2 · Fou blanc sur case blanche g2 · Pion blanc sur case noire h2 · Cavalier blanc sur case blanche b1 · Tour blanche sur case blanche d1 · Tour blanche sur case blanche f1 · Roi blanc sur case noire g1 | Tour noire sur case blanche c8 · Tour noire sur case blanche e8 · Roi noir sur case blanche g8 · Cavalier noir sur case blanche d7 · Pion noir sur case blanche f7 · Dame noire sur case noire f6 · Fou noir sur case blanche g6 · Pion noir sur case noire h6 · Pion blanc sur case blanche d5 · Pion noir sur case noire g5 · Cavalier blanc sur case blanche a4 · Pion noir sur case noire b4 · Pion blanc sur case blanche b3 · Cavalier noir sur case blanche d3 · Pion blanc sur case noire g3 · Dame blanche sur case blanche a2 · Pion blanc sur case noire f2 · Fou blanc sur case blanche g2 · Pion blanc sur case noire h2 · Cavalier blanc sur case blanche b1 · Tour blanche sur case blanche d1 · Tour blanche sur case blanche f1 · Roi blanc sur case noire g1 | 1 |
|   | a | b | c | d | e | f | g | h |   |

17. Cab1?
Après ce coup, l'initiative noire croît rapidement ; Karpov suggère 17. d6 à la place.
17. ... h6 18. Fh4 b4 19. Ca4 Fd6! 20. Fg3 Tc8! 21. b3 g5!!
Si 22. Cb2 pour se débarrasser du cavalier noir en d3, alors 22. ... Cxb2 23. Dxb2 g4 24. Fe2 Tc2! puis 25. ... Txe2. Le fou blanc est capturé.
22. Fxd6 Dxd6 23. g3 Cd7!
Avec ce coup, Kasparov compte mettre son cavalier sur e5, et faire participer la dame à l'attaque.
24. Fg2 Df6! 25. a3 a5! 26. axb4 axb4
Kasparov maintient la pression, et Karpov n'a plus aucun coup utile à jouer.
27. Da2 Fg6! 
Voir diagramme.
28. d6!?
28. Cd2 est impossible à cause de 28. ... Te2! Karpov donne donc son pion à l'adversaire, en espérant la suite : 28. ... Dxd6 29. Cd2 Te2 30. Ff3 et 31. Cc4
28. ... g4! 29. Dd2 Rg7 30. f3
Complètement paralysé, Karpov tente une sortie. C'est une erreur, mais il n'a aucun autre projet valable.
|   | a | b | c | d | e | f | g | h |   |
| 8 | Tour noire sur case blanche c8 · Tour noire sur case blanche e8 · Pion noir sur case blanche f7 · Roi noir sur case noire g7 · Pion noir sur case noire h6 · Cavalier blanc sur case blanche a4 · Pion noir sur case noire b4 · Dame noire sur case noire d4 · Pion blanc sur case blanche g4 · Pion blanc sur case blanche b3 · Fou noir sur case blanche d3 · Pion blanc sur case noire g3 · Tour blanche sur case noire d2 · Fou blanc sur case blanche g2 · Pion blanc sur case noire h2 · Cavalier blanc sur case blanche b1 · Tour blanche sur case blanche d1 · Roi blanc sur case blanche h1 | Tour noire sur case blanche c8 · Tour noire sur case blanche e8 · Pion noir sur case blanche f7 · Roi noir sur case noire g7 · Pion noir sur case noire h6 · Cavalier blanc sur case blanche a4 · Pion noir sur case noire b4 · Dame noire sur case noire d4 · Pion blanc sur case blanche g4 · Pion blanc sur case blanche b3 · Fou noir sur case blanche d3 · Pion blanc sur case noire g3 · Tour blanche sur case noire d2 · Fou blanc sur case blanche g2 · Pion blanc sur case noire h2 · Cavalier blanc sur case blanche b1 · Tour blanche sur case blanche d1 · Roi blanc sur case blanche h1 | Tour noire sur case blanche c8 · Tour noire sur case blanche e8 · Pion noir sur case blanche f7 · Roi noir sur case noire g7 · Pion noir sur case noire h6 · Cavalier blanc sur case blanche a4 · Pion noir sur case noire b4 · Dame noire sur case noire d4 · Pion blanc sur case blanche g4 · Pion blanc sur case blanche b3 · Fou noir sur case blanche d3 · Pion blanc sur case noire g3 · Tour blanche sur case noire d2 · Fou blanc sur case blanche g2 · Pion blanc sur case noire h2 · Cavalier blanc sur case blanche b1 · Tour blanche sur case blanche d1 · Roi blanc sur case blanche h1 | Tour noire sur case blanche c8 · Tour noire sur case blanche e8 · Pion noir sur case blanche f7 · Roi noir sur case noire g7 · Pion noir sur case noire h6 · Cavalier blanc sur case blanche a4 · Pion noir sur case noire b4 · Dame noire sur case noire d4 · Pion blanc sur case blanche g4 · Pion blanc sur case blanche b3 · Fou noir sur case blanche d3 · Pion blanc sur case noire g3 · Tour blanche sur case noire d2 · Fou blanc sur case blanche g2 · Pion blanc sur case noire h2 · Cavalier blanc sur case blanche b1 · Tour blanche sur case blanche d1 · Roi blanc sur case blanche h1 | Tour noire sur case blanche c8 · Tour noire sur case blanche e8 · Pion noir sur case blanche f7 · Roi noir sur case noire g7 · Pion noir sur case noire h6 · Cavalier blanc sur case blanche a4 · Pion noir sur case noire b4 · Dame noire sur case noire d4 · Pion blanc sur case blanche g4 · Pion blanc sur case blanche b3 · Fou noir sur case blanche d3 · Pion blanc sur case noire g3 · Tour blanche sur case noire d2 · Fou blanc sur case blanche g2 · Pion blanc sur case noire h2 · Cavalier blanc sur case blanche b1 · Tour blanche sur case blanche d1 · Roi blanc sur case blanche h1 | Tour noire sur case blanche c8 · Tour noire sur case blanche e8 · Pion noir sur case blanche f7 · Roi noir sur case noire g7 · Pion noir sur case noire h6 · Cavalier blanc sur case blanche a4 · Pion noir sur case noire b4 · Dame noire sur case noire d4 · Pion blanc sur case blanche g4 · Pion blanc sur case blanche b3 · Fou noir sur case blanche d3 · Pion blanc sur case noire g3 · Tour blanche sur case noire d2 · Fou blanc sur case blanche g2 · Pion blanc sur case noire h2 · Cavalier blanc sur case blanche b1 · Tour blanche sur case blanche d1 · Roi blanc sur case blanche h1 | Tour noire sur case blanche c8 · Tour noire sur case blanche e8 · Pion noir sur case blanche f7 · Roi noir sur case noire g7 · Pion noir sur case noire h6 · Cavalier blanc sur case blanche a4 · Pion noir sur case noire b4 · Dame noire sur case noire d4 · Pion blanc sur case blanche g4 · Pion blanc sur case blanche b3 · Fou noir sur case blanche d3 · Pion blanc sur case noire g3 · Tour blanche sur case noire d2 · Fou blanc sur case blanche g2 · Pion blanc sur case noire h2 · Cavalier blanc sur case blanche b1 · Tour blanche sur case blanche d1 · Roi blanc sur case blanche h1 | Tour noire sur case blanche c8 · Tour noire sur case blanche e8 · Pion noir sur case blanche f7 · Roi noir sur case noire g7 · Pion noir sur case noire h6 · Cavalier blanc sur case blanche a4 · Pion noir sur case noire b4 · Dame noire sur case noire d4 · Pion blanc sur case blanche g4 · Pion blanc sur case blanche b3 · Fou noir sur case blanche d3 · Pion blanc sur case noire g3 · Tour blanche sur case noire d2 · Fou blanc sur case blanche g2 · Pion blanc sur case noire h2 · Cavalier blanc sur case blanche b1 · Tour blanche sur case blanche d1 · Roi blanc sur case blanche h1 | 8 |
| 7 | Tour noire sur case blanche c8 · Tour noire sur case blanche e8 · Pion noir sur case blanche f7 · Roi noir sur case noire g7 · Pion noir sur case noire h6 · Cavalier blanc sur case blanche a4 · Pion noir sur case noire b4 · Dame noire sur case noire d4 · Pion blanc sur case blanche g4 · Pion blanc sur case blanche b3 · Fou noir sur case blanche d3 · Pion blanc sur case noire g3 · Tour blanche sur case noire d2 · Fou blanc sur case blanche g2 · Pion blanc sur case noire h2 · Cavalier blanc sur case blanche b1 · Tour blanche sur case blanche d1 · Roi blanc sur case blanche h1 | Tour noire sur case blanche c8 · Tour noire sur case blanche e8 · Pion noir sur case blanche f7 · Roi noir sur case noire g7 · Pion noir sur case noire h6 · Cavalier blanc sur case blanche a4 · Pion noir sur case noire b4 · Dame noire sur case noire d4 · Pion blanc sur case blanche g4 · Pion blanc sur case blanche b3 · Fou noir sur case blanche d3 · Pion blanc sur case noire g3 · Tour blanche sur case noire d2 · Fou blanc sur case blanche g2 · Pion blanc sur case noire h2 · Cavalier blanc sur case blanche b1 · Tour blanche sur case blanche d1 · Roi blanc sur case blanche h1 | Tour noire sur case blanche c8 · Tour noire sur case blanche e8 · Pion noir sur case blanche f7 · Roi noir sur case noire g7 · Pion noir sur case noire h6 · Cavalier blanc sur case blanche a4 · Pion noir sur case noire b4 · Dame noire sur case noire d4 · Pion blanc sur case blanche g4 · Pion blanc sur case blanche b3 · Fou noir sur case blanche d3 · Pion blanc sur case noire g3 · Tour blanche sur case noire d2 · Fou blanc sur case blanche g2 · Pion blanc sur case noire h2 · Cavalier blanc sur case blanche b1 · Tour blanche sur case blanche d1 · Roi blanc sur case blanche h1 | Tour noire sur case blanche c8 · Tour noire sur case blanche e8 · Pion noir sur case blanche f7 · Roi noir sur case noire g7 · Pion noir sur case noire h6 · Cavalier blanc sur case blanche a4 · Pion noir sur case noire b4 · Dame noire sur case noire d4 · Pion blanc sur case blanche g4 · Pion blanc sur case blanche b3 · Fou noir sur case blanche d3 · Pion blanc sur case noire g3 · Tour blanche sur case noire d2 · Fou blanc sur case blanche g2 · Pion blanc sur case noire h2 · Cavalier blanc sur case blanche b1 · Tour blanche sur case blanche d1 · Roi blanc sur case blanche h1 | Tour noire sur case blanche c8 · Tour noire sur case blanche e8 · Pion noir sur case blanche f7 · Roi noir sur case noire g7 · Pion noir sur case noire h6 · Cavalier blanc sur case blanche a4 · Pion noir sur case noire b4 · Dame noire sur case noire d4 · Pion blanc sur case blanche g4 · Pion blanc sur case blanche b3 · Fou noir sur case blanche d3 · Pion blanc sur case noire g3 · Tour blanche sur case noire d2 · Fou blanc sur case blanche g2 · Pion blanc sur case noire h2 · Cavalier blanc sur case blanche b1 · Tour blanche sur case blanche d1 · Roi blanc sur case blanche h1 | Tour noire sur case blanche c8 · Tour noire sur case blanche e8 · Pion noir sur case blanche f7 · Roi noir sur case noire g7 · Pion noir sur case noire h6 · Cavalier blanc sur case blanche a4 · Pion noir sur case noire b4 · Dame noire sur case noire d4 · Pion blanc sur case blanche g4 · Pion blanc sur case blanche b3 · Fou noir sur case blanche d3 · Pion blanc sur case noire g3 · Tour blanche sur case noire d2 · Fou blanc sur case blanche g2 · Pion blanc sur case noire h2 · Cavalier blanc sur case blanche b1 · Tour blanche sur case blanche d1 · Roi blanc sur case blanche h1 | Tour noire sur case blanche c8 · Tour noire sur case blanche e8 · Pion noir sur case blanche f7 · Roi noir sur case noire g7 · Pion noir sur case noire h6 · Cavalier blanc sur case blanche a4 · Pion noir sur case noire b4 · Dame noire sur case noire d4 · Pion blanc sur case blanche g4 · Pion blanc sur case blanche b3 · Fou noir sur case blanche d3 · Pion blanc sur case noire g3 · Tour blanche sur case noire d2 · Fou blanc sur case blanche g2 · Pion blanc sur case noire h2 · Cavalier blanc sur case blanche b1 · Tour blanche sur case blanche d1 · Roi blanc sur case blanche h1 | Tour noire sur case blanche c8 · Tour noire sur case blanche e8 · Pion noir sur case blanche f7 · Roi noir sur case noire g7 · Pion noir sur case noire h6 · Cavalier blanc sur case blanche a4 · Pion noir sur case noire b4 · Dame noire sur case noire d4 · Pion blanc sur case blanche g4 · Pion blanc sur case blanche b3 · Fou noir sur case blanche d3 · Pion blanc sur case noire g3 · Tour blanche sur case noire d2 · Fou blanc sur case blanche g2 · Pion blanc sur case noire h2 · Cavalier blanc sur case blanche b1 · Tour blanche sur case blanche d1 · Roi blanc sur case blanche h1 | 7 |
| 6 | Tour noire sur case blanche c8 · Tour noire sur case blanche e8 · Pion noir sur case blanche f7 · Roi noir sur case noire g7 · Pion noir sur case noire h6 · Cavalier blanc sur case blanche a4 · Pion noir sur case noire b4 · Dame noire sur case noire d4 · Pion blanc sur case blanche g4 · Pion blanc sur case blanche b3 · Fou noir sur case blanche d3 · Pion blanc sur case noire g3 · Tour blanche sur case noire d2 · Fou blanc sur case blanche g2 · Pion blanc sur case noire h2 · Cavalier blanc sur case blanche b1 · Tour blanche sur case blanche d1 · Roi blanc sur case blanche h1 | Tour noire sur case blanche c8 · Tour noire sur case blanche e8 · Pion noir sur case blanche f7 · Roi noir sur case noire g7 · Pion noir sur case noire h6 · Cavalier blanc sur case blanche a4 · Pion noir sur case noire b4 · Dame noire sur case noire d4 · Pion blanc sur case blanche g4 · Pion blanc sur case blanche b3 · Fou noir sur case blanche d3 · Pion blanc sur case noire g3 · Tour blanche sur case noire d2 · Fou blanc sur case blanche g2 · Pion blanc sur case noire h2 · Cavalier blanc sur case blanche b1 · Tour blanche sur case blanche d1 · Roi blanc sur case blanche h1 | Tour noire sur case blanche c8 · Tour noire sur case blanche e8 · Pion noir sur case blanche f7 · Roi noir sur case noire g7 · Pion noir sur case noire h6 · Cavalier blanc sur case blanche a4 · Pion noir sur case noire b4 · Dame noire sur case noire d4 · Pion blanc sur case blanche g4 · Pion blanc sur case blanche b3 · Fou noir sur case blanche d3 · Pion blanc sur case noire g3 · Tour blanche sur case noire d2 · Fou blanc sur case blanche g2 · Pion blanc sur case noire h2 · Cavalier blanc sur case blanche b1 · Tour blanche sur case blanche d1 · Roi blanc sur case blanche h1 | Tour noire sur case blanche c8 · Tour noire sur case blanche e8 · Pion noir sur case blanche f7 · Roi noir sur case noire g7 · Pion noir sur case noire h6 · Cavalier blanc sur case blanche a4 · Pion noir sur case noire b4 · Dame noire sur case noire d4 · Pion blanc sur case blanche g4 · Pion blanc sur case blanche b3 · Fou noir sur case blanche d3 · Pion blanc sur case noire g3 · Tour blanche sur case noire d2 · Fou blanc sur case blanche g2 · Pion blanc sur case noire h2 · Cavalier blanc sur case blanche b1 · Tour blanche sur case blanche d1 · Roi blanc sur case blanche h1 | Tour noire sur case blanche c8 · Tour noire sur case blanche e8 · Pion noir sur case blanche f7 · Roi noir sur case noire g7 · Pion noir sur case noire h6 · Cavalier blanc sur case blanche a4 · Pion noir sur case noire b4 · Dame noire sur case noire d4 · Pion blanc sur case blanche g4 · Pion blanc sur case blanche b3 · Fou noir sur case blanche d3 · Pion blanc sur case noire g3 · Tour blanche sur case noire d2 · Fou blanc sur case blanche g2 · Pion blanc sur case noire h2 · Cavalier blanc sur case blanche b1 · Tour blanche sur case blanche d1 · Roi blanc sur case blanche h1 | Tour noire sur case blanche c8 · Tour noire sur case blanche e8 · Pion noir sur case blanche f7 · Roi noir sur case noire g7 · Pion noir sur case noire h6 · Cavalier blanc sur case blanche a4 · Pion noir sur case noire b4 · Dame noire sur case noire d4 · Pion blanc sur case blanche g4 · Pion blanc sur case blanche b3 · Fou noir sur case blanche d3 · Pion blanc sur case noire g3 · Tour blanche sur case noire d2 · Fou blanc sur case blanche g2 · Pion blanc sur case noire h2 · Cavalier blanc sur case blanche b1 · Tour blanche sur case blanche d1 · Roi blanc sur case blanche h1 | Tour noire sur case blanche c8 · Tour noire sur case blanche e8 · Pion noir sur case blanche f7 · Roi noir sur case noire g7 · Pion noir sur case noire h6 · Cavalier blanc sur case blanche a4 · Pion noir sur case noire b4 · Dame noire sur case noire d4 · Pion blanc sur case blanche g4 · Pion blanc sur case blanche b3 · Fou noir sur case blanche d3 · Pion blanc sur case noire g3 · Tour blanche sur case noire d2 · Fou blanc sur case blanche g2 · Pion blanc sur case noire h2 · Cavalier blanc sur case blanche b1 · Tour blanche sur case blanche d1 · Roi blanc sur case blanche h1 | Tour noire sur case blanche c8 · Tour noire sur case blanche e8 · Pion noir sur case blanche f7 · Roi noir sur case noire g7 · Pion noir sur case noire h6 · Cavalier blanc sur case blanche a4 · Pion noir sur case noire b4 · Dame noire sur case noire d4 · Pion blanc sur case blanche g4 · Pion blanc sur case blanche b3 · Fou noir sur case blanche d3 · Pion blanc sur case noire g3 · Tour blanche sur case noire d2 · Fou blanc sur case blanche g2 · Pion blanc sur case noire h2 · Cavalier blanc sur case blanche b1 · Tour blanche sur case blanche d1 · Roi blanc sur case blanche h1 | 6 |
| 5 | Tour noire sur case blanche c8 · Tour noire sur case blanche e8 · Pion noir sur case blanche f7 · Roi noir sur case noire g7 · Pion noir sur case noire h6 · Cavalier blanc sur case blanche a4 · Pion noir sur case noire b4 · Dame noire sur case noire d4 · Pion blanc sur case blanche g4 · Pion blanc sur case blanche b3 · Fou noir sur case blanche d3 · Pion blanc sur case noire g3 · Tour blanche sur case noire d2 · Fou blanc sur case blanche g2 · Pion blanc sur case noire h2 · Cavalier blanc sur case blanche b1 · Tour blanche sur case blanche d1 · Roi blanc sur case blanche h1 | Tour noire sur case blanche c8 · Tour noire sur case blanche e8 · Pion noir sur case blanche f7 · Roi noir sur case noire g7 · Pion noir sur case noire h6 · Cavalier blanc sur case blanche a4 · Pion noir sur case noire b4 · Dame noire sur case noire d4 · Pion blanc sur case blanche g4 · Pion blanc sur case blanche b3 · Fou noir sur case blanche d3 · Pion blanc sur case noire g3 · Tour blanche sur case noire d2 · Fou blanc sur case blanche g2 · Pion blanc sur case noire h2 · Cavalier blanc sur case blanche b1 · Tour blanche sur case blanche d1 · Roi blanc sur case blanche h1 | Tour noire sur case blanche c8 · Tour noire sur case blanche e8 · Pion noir sur case blanche f7 · Roi noir sur case noire g7 · Pion noir sur case noire h6 · Cavalier blanc sur case blanche a4 · Pion noir sur case noire b4 · Dame noire sur case noire d4 · Pion blanc sur case blanche g4 · Pion blanc sur case blanche b3 · Fou noir sur case blanche d3 · Pion blanc sur case noire g3 · Tour blanche sur case noire d2 · Fou blanc sur case blanche g2 · Pion blanc sur case noire h2 · Cavalier blanc sur case blanche b1 · Tour blanche sur case blanche d1 · Roi blanc sur case blanche h1 | Tour noire sur case blanche c8 · Tour noire sur case blanche e8 · Pion noir sur case blanche f7 · Roi noir sur case noire g7 · Pion noir sur case noire h6 · Cavalier blanc sur case blanche a4 · Pion noir sur case noire b4 · Dame noire sur case noire d4 · Pion blanc sur case blanche g4 · Pion blanc sur case blanche b3 · Fou noir sur case blanche d3 · Pion blanc sur case noire g3 · Tour blanche sur case noire d2 · Fou blanc sur case blanche g2 · Pion blanc sur case noire h2 · Cavalier blanc sur case blanche b1 · Tour blanche sur case blanche d1 · Roi blanc sur case blanche h1 | Tour noire sur case blanche c8 · Tour noire sur case blanche e8 · Pion noir sur case blanche f7 · Roi noir sur case noire g7 · Pion noir sur case noire h6 · Cavalier blanc sur case blanche a4 · Pion noir sur case noire b4 · Dame noire sur case noire d4 · Pion blanc sur case blanche g4 · Pion blanc sur case blanche b3 · Fou noir sur case blanche d3 · Pion blanc sur case noire g3 · Tour blanche sur case noire d2 · Fou blanc sur case blanche g2 · Pion blanc sur case noire h2 · Cavalier blanc sur case blanche b1 · Tour blanche sur case blanche d1 · Roi blanc sur case blanche h1 | Tour noire sur case blanche c8 · Tour noire sur case blanche e8 · Pion noir sur case blanche f7 · Roi noir sur case noire g7 · Pion noir sur case noire h6 · Cavalier blanc sur case blanche a4 · Pion noir sur case noire b4 · Dame noire sur case noire d4 · Pion blanc sur case blanche g4 · Pion blanc sur case blanche b3 · Fou noir sur case blanche d3 · Pion blanc sur case noire g3 · Tour blanche sur case noire d2 · Fou blanc sur case blanche g2 · Pion blanc sur case noire h2 · Cavalier blanc sur case blanche b1 · Tour blanche sur case blanche d1 · Roi blanc sur case blanche h1 | Tour noire sur case blanche c8 · Tour noire sur case blanche e8 · Pion noir sur case blanche f7 · Roi noir sur case noire g7 · Pion noir sur case noire h6 · Cavalier blanc sur case blanche a4 · Pion noir sur case noire b4 · Dame noire sur case noire d4 · Pion blanc sur case blanche g4 · Pion blanc sur case blanche b3 · Fou noir sur case blanche d3 · Pion blanc sur case noire g3 · Tour blanche sur case noire d2 · Fou blanc sur case blanche g2 · Pion blanc sur case noire h2 · Cavalier blanc sur case blanche b1 · Tour blanche sur case blanche d1 · Roi blanc sur case blanche h1 | Tour noire sur case blanche c8 · Tour noire sur case blanche e8 · Pion noir sur case blanche f7 · Roi noir sur case noire g7 · Pion noir sur case noire h6 · Cavalier blanc sur case blanche a4 · Pion noir sur case noire b4 · Dame noire sur case noire d4 · Pion blanc sur case blanche g4 · Pion blanc sur case blanche b3 · Fou noir sur case blanche d3 · Pion blanc sur case noire g3 · Tour blanche sur case noire d2 · Fou blanc sur case blanche g2 · Pion blanc sur case noire h2 · Cavalier blanc sur case blanche b1 · Tour blanche sur case blanche d1 · Roi blanc sur case blanche h1 | 5 |
| 4 | Tour noire sur case blanche c8 · Tour noire sur case blanche e8 · Pion noir sur case blanche f7 · Roi noir sur case noire g7 · Pion noir sur case noire h6 · Cavalier blanc sur case blanche a4 · Pion noir sur case noire b4 · Dame noire sur case noire d4 · Pion blanc sur case blanche g4 · Pion blanc sur case blanche b3 · Fou noir sur case blanche d3 · Pion blanc sur case noire g3 · Tour blanche sur case noire d2 · Fou blanc sur case blanche g2 · Pion blanc sur case noire h2 · Cavalier blanc sur case blanche b1 · Tour blanche sur case blanche d1 · Roi blanc sur case blanche h1 | Tour noire sur case blanche c8 · Tour noire sur case blanche e8 · Pion noir sur case blanche f7 · Roi noir sur case noire g7 · Pion noir sur case noire h6 · Cavalier blanc sur case blanche a4 · Pion noir sur case noire b4 · Dame noire sur case noire d4 · Pion blanc sur case blanche g4 · Pion blanc sur case blanche b3 · Fou noir sur case blanche d3 · Pion blanc sur case noire g3 · Tour blanche sur case noire d2 · Fou blanc sur case blanche g2 · Pion blanc sur case noire h2 · Cavalier blanc sur case blanche b1 · Tour blanche sur case blanche d1 · Roi blanc sur case blanche h1 | Tour noire sur case blanche c8 · Tour noire sur case blanche e8 · Pion noir sur case blanche f7 · Roi noir sur case noire g7 · Pion noir sur case noire h6 · Cavalier blanc sur case blanche a4 · Pion noir sur case noire b4 · Dame noire sur case noire d4 · Pion blanc sur case blanche g4 · Pion blanc sur case blanche b3 · Fou noir sur case blanche d3 · Pion blanc sur case noire g3 · Tour blanche sur case noire d2 · Fou blanc sur case blanche g2 · Pion blanc sur case noire h2 · Cavalier blanc sur case blanche b1 · Tour blanche sur case blanche d1 · Roi blanc sur case blanche h1 | Tour noire sur case blanche c8 · Tour noire sur case blanche e8 · Pion noir sur case blanche f7 · Roi noir sur case noire g7 · Pion noir sur case noire h6 · Cavalier blanc sur case blanche a4 · Pion noir sur case noire b4 · Dame noire sur case noire d4 · Pion blanc sur case blanche g4 · Pion blanc sur case blanche b3 · Fou noir sur case blanche d3 · Pion blanc sur case noire g3 · Tour blanche sur case noire d2 · Fou blanc sur case blanche g2 · Pion blanc sur case noire h2 · Cavalier blanc sur case blanche b1 · Tour blanche sur case blanche d1 · Roi blanc sur case blanche h1 | Tour noire sur case blanche c8 · Tour noire sur case blanche e8 · Pion noir sur case blanche f7 · Roi noir sur case noire g7 · Pion noir sur case noire h6 · Cavalier blanc sur case blanche a4 · Pion noir sur case noire b4 · Dame noire sur case noire d4 · Pion blanc sur case blanche g4 · Pion blanc sur case blanche b3 · Fou noir sur case blanche d3 · Pion blanc sur case noire g3 · Tour blanche sur case noire d2 · Fou blanc sur case blanche g2 · Pion blanc sur case noire h2 · Cavalier blanc sur case blanche b1 · Tour blanche sur case blanche d1 · Roi blanc sur case blanche h1 | Tour noire sur case blanche c8 · Tour noire sur case blanche e8 · Pion noir sur case blanche f7 · Roi noir sur case noire g7 · Pion noir sur case noire h6 · Cavalier blanc sur case blanche a4 · Pion noir sur case noire b4 · Dame noire sur case noire d4 · Pion blanc sur case blanche g4 · Pion blanc sur case blanche b3 · Fou noir sur case blanche d3 · Pion blanc sur case noire g3 · Tour blanche sur case noire d2 · Fou blanc sur case blanche g2 · Pion blanc sur case noire h2 · Cavalier blanc sur case blanche b1 · Tour blanche sur case blanche d1 · Roi blanc sur case blanche h1 | Tour noire sur case blanche c8 · Tour noire sur case blanche e8 · Pion noir sur case blanche f7 · Roi noir sur case noire g7 · Pion noir sur case noire h6 · Cavalier blanc sur case blanche a4 · Pion noir sur case noire b4 · Dame noire sur case noire d4 · Pion blanc sur case blanche g4 · Pion blanc sur case blanche b3 · Fou noir sur case blanche d3 · Pion blanc sur case noire g3 · Tour blanche sur case noire d2 · Fou blanc sur case blanche g2 · Pion blanc sur case noire h2 · Cavalier blanc sur case blanche b1 · Tour blanche sur case blanche d1 · Roi blanc sur case blanche h1 | Tour noire sur case blanche c8 · Tour noire sur case blanche e8 · Pion noir sur case blanche f7 · Roi noir sur case noire g7 · Pion noir sur case noire h6 · Cavalier blanc sur case blanche a4 · Pion noir sur case noire b4 · Dame noire sur case noire d4 · Pion blanc sur case blanche g4 · Pion blanc sur case blanche b3 · Fou noir sur case blanche d3 · Pion blanc sur case noire g3 · Tour blanche sur case noire d2 · Fou blanc sur case blanche g2 · Pion blanc sur case noire h2 · Cavalier blanc sur case blanche b1 · Tour blanche sur case blanche d1 · Roi blanc sur case blanche h1 | 4 |
| 3 | Tour noire sur case blanche c8 · Tour noire sur case blanche e8 · Pion noir sur case blanche f7 · Roi noir sur case noire g7 · Pion noir sur case noire h6 · Cavalier blanc sur case blanche a4 · Pion noir sur case noire b4 · Dame noire sur case noire d4 · Pion blanc sur case blanche g4 · Pion blanc sur case blanche b3 · Fou noir sur case blanche d3 · Pion blanc sur case noire g3 · Tour blanche sur case noire d2 · Fou blanc sur case blanche g2 · Pion blanc sur case noire h2 · Cavalier blanc sur case blanche b1 · Tour blanche sur case blanche d1 · Roi blanc sur case blanche h1 | Tour noire sur case blanche c8 · Tour noire sur case blanche e8 · Pion noir sur case blanche f7 · Roi noir sur case noire g7 · Pion noir sur case noire h6 · Cavalier blanc sur case blanche a4 · Pion noir sur case noire b4 · Dame noire sur case noire d4 · Pion blanc sur case blanche g4 · Pion blanc sur case blanche b3 · Fou noir sur case blanche d3 · Pion blanc sur case noire g3 · Tour blanche sur case noire d2 · Fou blanc sur case blanche g2 · Pion blanc sur case noire h2 · Cavalier blanc sur case blanche b1 · Tour blanche sur case blanche d1 · Roi blanc sur case blanche h1 | Tour noire sur case blanche c8 · Tour noire sur case blanche e8 · Pion noir sur case blanche f7 · Roi noir sur case noire g7 · Pion noir sur case noire h6 · Cavalier blanc sur case blanche a4 · Pion noir sur case noire b4 · Dame noire sur case noire d4 · Pion blanc sur case blanche g4 · Pion blanc sur case blanche b3 · Fou noir sur case blanche d3 · Pion blanc sur case noire g3 · Tour blanche sur case noire d2 · Fou blanc sur case blanche g2 · Pion blanc sur case noire h2 · Cavalier blanc sur case blanche b1 · Tour blanche sur case blanche d1 · Roi blanc sur case blanche h1 | Tour noire sur case blanche c8 · Tour noire sur case blanche e8 · Pion noir sur case blanche f7 · Roi noir sur case noire g7 · Pion noir sur case noire h6 · Cavalier blanc sur case blanche a4 · Pion noir sur case noire b4 · Dame noire sur case noire d4 · Pion blanc sur case blanche g4 · Pion blanc sur case blanche b3 · Fou noir sur case blanche d3 · Pion blanc sur case noire g3 · Tour blanche sur case noire d2 · Fou blanc sur case blanche g2 · Pion blanc sur case noire h2 · Cavalier blanc sur case blanche b1 · Tour blanche sur case blanche d1 · Roi blanc sur case blanche h1 | Tour noire sur case blanche c8 · Tour noire sur case blanche e8 · Pion noir sur case blanche f7 · Roi noir sur case noire g7 · Pion noir sur case noire h6 · Cavalier blanc sur case blanche a4 · Pion noir sur case noire b4 · Dame noire sur case noire d4 · Pion blanc sur case blanche g4 · Pion blanc sur case blanche b3 · Fou noir sur case blanche d3 · Pion blanc sur case noire g3 · Tour blanche sur case noire d2 · Fou blanc sur case blanche g2 · Pion blanc sur case noire h2 · Cavalier blanc sur case blanche b1 · Tour blanche sur case blanche d1 · Roi blanc sur case blanche h1 | Tour noire sur case blanche c8 · Tour noire sur case blanche e8 · Pion noir sur case blanche f7 · Roi noir sur case noire g7 · Pion noir sur case noire h6 · Cavalier blanc sur case blanche a4 · Pion noir sur case noire b4 · Dame noire sur case noire d4 · Pion blanc sur case blanche g4 · Pion blanc sur case blanche b3 · Fou noir sur case blanche d3 · Pion blanc sur case noire g3 · Tour blanche sur case noire d2 · Fou blanc sur case blanche g2 · Pion blanc sur case noire h2 · Cavalier blanc sur case blanche b1 · Tour blanche sur case blanche d1 · Roi blanc sur case blanche h1 | Tour noire sur case blanche c8 · Tour noire sur case blanche e8 · Pion noir sur case blanche f7 · Roi noir sur case noire g7 · Pion noir sur case noire h6 · Cavalier blanc sur case blanche a4 · Pion noir sur case noire b4 · Dame noire sur case noire d4 · Pion blanc sur case blanche g4 · Pion blanc sur case blanche b3 · Fou noir sur case blanche d3 · Pion blanc sur case noire g3 · Tour blanche sur case noire d2 · Fou blanc sur case blanche g2 · Pion blanc sur case noire h2 · Cavalier blanc sur case blanche b1 · Tour blanche sur case blanche d1 · Roi blanc sur case blanche h1 | Tour noire sur case blanche c8 · Tour noire sur case blanche e8 · Pion noir sur case blanche f7 · Roi noir sur case noire g7 · Pion noir sur case noire h6 · Cavalier blanc sur case blanche a4 · Pion noir sur case noire b4 · Dame noire sur case noire d4 · Pion blanc sur case blanche g4 · Pion blanc sur case blanche b3 · Fou noir sur case blanche d3 · Pion blanc sur case noire g3 · Tour blanche sur case noire d2 · Fou blanc sur case blanche g2 · Pion blanc sur case noire h2 · Cavalier blanc sur case blanche b1 · Tour blanche sur case blanche d1 · Roi blanc sur case blanche h1 | 3 |
| 2 | Tour noire sur case blanche c8 · Tour noire sur case blanche e8 · Pion noir sur case blanche f7 · Roi noir sur case noire g7 · Pion noir sur case noire h6 · Cavalier blanc sur case blanche a4 · Pion noir sur case noire b4 · Dame noire sur case noire d4 · Pion blanc sur case blanche g4 · Pion blanc sur case blanche b3 · Fou noir sur case blanche d3 · Pion blanc sur case noire g3 · Tour blanche sur case noire d2 · Fou blanc sur case blanche g2 · Pion blanc sur case noire h2 · Cavalier blanc sur case blanche b1 · Tour blanche sur case blanche d1 · Roi blanc sur case blanche h1 | Tour noire sur case blanche c8 · Tour noire sur case blanche e8 · Pion noir sur case blanche f7 · Roi noir sur case noire g7 · Pion noir sur case noire h6 · Cavalier blanc sur case blanche a4 · Pion noir sur case noire b4 · Dame noire sur case noire d4 · Pion blanc sur case blanche g4 · Pion blanc sur case blanche b3 · Fou noir sur case blanche d3 · Pion blanc sur case noire g3 · Tour blanche sur case noire d2 · Fou blanc sur case blanche g2 · Pion blanc sur case noire h2 · Cavalier blanc sur case blanche b1 · Tour blanche sur case blanche d1 · Roi blanc sur case blanche h1 | Tour noire sur case blanche c8 · Tour noire sur case blanche e8 · Pion noir sur case blanche f7 · Roi noir sur case noire g7 · Pion noir sur case noire h6 · Cavalier blanc sur case blanche a4 · Pion noir sur case noire b4 · Dame noire sur case noire d4 · Pion blanc sur case blanche g4 · Pion blanc sur case blanche b3 · Fou noir sur case blanche d3 · Pion blanc sur case noire g3 · Tour blanche sur case noire d2 · Fou blanc sur case blanche g2 · Pion blanc sur case noire h2 · Cavalier blanc sur case blanche b1 · Tour blanche sur case blanche d1 · Roi blanc sur case blanche h1 | Tour noire sur case blanche c8 · Tour noire sur case blanche e8 · Pion noir sur case blanche f7 · Roi noir sur case noire g7 · Pion noir sur case noire h6 · Cavalier blanc sur case blanche a4 · Pion noir sur case noire b4 · Dame noire sur case noire d4 · Pion blanc sur case blanche g4 · Pion blanc sur case blanche b3 · Fou noir sur case blanche d3 · Pion blanc sur case noire g3 · Tour blanche sur case noire d2 · Fou blanc sur case blanche g2 · Pion blanc sur case noire h2 · Cavalier blanc sur case blanche b1 · Tour blanche sur case blanche d1 · Roi blanc sur case blanche h1 | Tour noire sur case blanche c8 · Tour noire sur case blanche e8 · Pion noir sur case blanche f7 · Roi noir sur case noire g7 · Pion noir sur case noire h6 · Cavalier blanc sur case blanche a4 · Pion noir sur case noire b4 · Dame noire sur case noire d4 · Pion blanc sur case blanche g4 · Pion blanc sur case blanche b3 · Fou noir sur case blanche d3 · Pion blanc sur case noire g3 · Tour blanche sur case noire d2 · Fou blanc sur case blanche g2 · Pion blanc sur case noire h2 · Cavalier blanc sur case blanche b1 · Tour blanche sur case blanche d1 · Roi blanc sur case blanche h1 | Tour noire sur case blanche c8 · Tour noire sur case blanche e8 · Pion noir sur case blanche f7 · Roi noir sur case noire g7 · Pion noir sur case noire h6 · Cavalier blanc sur case blanche a4 · Pion noir sur case noire b4 · Dame noire sur case noire d4 · Pion blanc sur case blanche g4 · Pion blanc sur case blanche b3 · Fou noir sur case blanche d3 · Pion blanc sur case noire g3 · Tour blanche sur case noire d2 · Fou blanc sur case blanche g2 · Pion blanc sur case noire h2 · Cavalier blanc sur case blanche b1 · Tour blanche sur case blanche d1 · Roi blanc sur case blanche h1 | Tour noire sur case blanche c8 · Tour noire sur case blanche e8 · Pion noir sur case blanche f7 · Roi noir sur case noire g7 · Pion noir sur case noire h6 · Cavalier blanc sur case blanche a4 · Pion noir sur case noire b4 · Dame noire sur case noire d4 · Pion blanc sur case blanche g4 · Pion blanc sur case blanche b3 · Fou noir sur case blanche d3 · Pion blanc sur case noire g3 · Tour blanche sur case noire d2 · Fou blanc sur case blanche g2 · Pion blanc sur case noire h2 · Cavalier blanc sur case blanche b1 · Tour blanche sur case blanche d1 · Roi blanc sur case blanche h1 | Tour noire sur case blanche c8 · Tour noire sur case blanche e8 · Pion noir sur case blanche f7 · Roi noir sur case noire g7 · Pion noir sur case noire h6 · Cavalier blanc sur case blanche a4 · Pion noir sur case noire b4 · Dame noire sur case noire d4 · Pion blanc sur case blanche g4 · Pion blanc sur case blanche b3 · Fou noir sur case blanche d3 · Pion blanc sur case noire g3 · Tour blanche sur case noire d2 · Fou blanc sur case blanche g2 · Pion blanc sur case noire h2 · Cavalier blanc sur case blanche b1 · Tour blanche sur case blanche d1 · Roi blanc sur case blanche h1 | 2 |
| 1 | Tour noire sur case blanche c8 · Tour noire sur case blanche e8 · Pion noir sur case blanche f7 · Roi noir sur case noire g7 · Pion noir sur case noire h6 · Cavalier blanc sur case blanche a4 · Pion noir sur case noire b4 · Dame noire sur case noire d4 · Pion blanc sur case blanche g4 · Pion blanc sur case blanche b3 · Fou noir sur case blanche d3 · Pion blanc sur case noire g3 · Tour blanche sur case noire d2 · Fou blanc sur case blanche g2 · Pion blanc sur case noire h2 · Cavalier blanc sur case blanche b1 · Tour blanche sur case blanche d1 · Roi blanc sur case blanche h1 | Tour noire sur case blanche c8 · Tour noire sur case blanche e8 · Pion noir sur case blanche f7 · Roi noir sur case noire g7 · Pion noir sur case noire h6 · Cavalier blanc sur case blanche a4 · Pion noir sur case noire b4 · Dame noire sur case noire d4 · Pion blanc sur case blanche g4 · Pion blanc sur case blanche b3 · Fou noir sur case blanche d3 · Pion blanc sur case noire g3 · Tour blanche sur case noire d2 · Fou blanc sur case blanche g2 · Pion blanc sur case noire h2 · Cavalier blanc sur case blanche b1 · Tour blanche sur case blanche d1 · Roi blanc sur case blanche h1 | Tour noire sur case blanche c8 · Tour noire sur case blanche e8 · Pion noir sur case blanche f7 · Roi noir sur case noire g7 · Pion noir sur case noire h6 · Cavalier blanc sur case blanche a4 · Pion noir sur case noire b4 · Dame noire sur case noire d4 · Pion blanc sur case blanche g4 · Pion blanc sur case blanche b3 · Fou noir sur case blanche d3 · Pion blanc sur case noire g3 · Tour blanche sur case noire d2 · Fou blanc sur case blanche g2 · Pion blanc sur case noire h2 · Cavalier blanc sur case blanche b1 · Tour blanche sur case blanche d1 · Roi blanc sur case blanche h1 | Tour noire sur case blanche c8 · Tour noire sur case blanche e8 · Pion noir sur case blanche f7 · Roi noir sur case noire g7 · Pion noir sur case noire h6 · Cavalier blanc sur case blanche a4 · Pion noir sur case noire b4 · Dame noire sur case noire d4 · Pion blanc sur case blanche g4 · Pion blanc sur case blanche b3 · Fou noir sur case blanche d3 · Pion blanc sur case noire g3 · Tour blanche sur case noire d2 · Fou blanc sur case blanche g2 · Pion blanc sur case noire h2 · Cavalier blanc sur case blanche b1 · Tour blanche sur case blanche d1 · Roi blanc sur case blanche h1 | Tour noire sur case blanche c8 · Tour noire sur case blanche e8 · Pion noir sur case blanche f7 · Roi noir sur case noire g7 · Pion noir sur case noire h6 · Cavalier blanc sur case blanche a4 · Pion noir sur case noire b4 · Dame noire sur case noire d4 · Pion blanc sur case blanche g4 · Pion blanc sur case blanche b3 · Fou noir sur case blanche d3 · Pion blanc sur case noire g3 · Tour blanche sur case noire d2 · Fou blanc sur case blanche g2 · Pion blanc sur case noire h2 · Cavalier blanc sur case blanche b1 · Tour blanche sur case blanche d1 · Roi blanc sur case blanche h1 | Tour noire sur case blanche c8 · Tour noire sur case blanche e8 · Pion noir sur case blanche f7 · Roi noir sur case noire g7 · Pion noir sur case noire h6 · Cavalier blanc sur case blanche a4 · Pion noir sur case noire b4 · Dame noire sur case noire d4 · Pion blanc sur case blanche g4 · Pion blanc sur case blanche b3 · Fou noir sur case blanche d3 · Pion blanc sur case noire g3 · Tour blanche sur case noire d2 · Fou blanc sur case blanche g2 · Pion blanc sur case noire h2 · Cavalier blanc sur case blanche b1 · Tour blanche sur case blanche d1 · Roi blanc sur case blanche h1 | Tour noire sur case blanche c8 · Tour noire sur case blanche e8 · Pion noir sur case blanche f7 · Roi noir sur case noire g7 · Pion noir sur case noire h6 · Cavalier blanc sur case blanche a4 · Pion noir sur case noire b4 · Dame noire sur case noire d4 · Pion blanc sur case blanche g4 · Pion blanc sur case blanche b3 · Fou noir sur case blanche d3 · Pion blanc sur case noire g3 · Tour blanche sur case noire d2 · Fou blanc sur case blanche g2 · Pion blanc sur case noire h2 · Cavalier blanc sur case blanche b1 · Tour blanche sur case blanche d1 · Roi blanc sur case blanche h1 | Tour noire sur case blanche c8 · Tour noire sur case blanche e8 · Pion noir sur case blanche f7 · Roi noir sur case noire g7 · Pion noir sur case noire h6 · Cavalier blanc sur case blanche a4 · Pion noir sur case noire b4 · Dame noire sur case noire d4 · Pion blanc sur case blanche g4 · Pion blanc sur case blanche b3 · Fou noir sur case blanche d3 · Pion blanc sur case noire g3 · Tour blanche sur case noire d2 · Fou blanc sur case blanche g2 · Pion blanc sur case noire h2 · Cavalier blanc sur case blanche b1 · Tour blanche sur case blanche d1 · Roi blanc sur case blanche h1 | 1 |
|   | a | b | c | d | e | f | g | h |   |

30. ... Dxd6 31. fxg4 Dd4+ 32. Rh1 Cf6!
Et Kasparov lance son attaque, d'autant plus que les deux cavaliers blancs sont inutiles sur l'aile-dame. La menace est 33. ... Cxg4, que Karpov pare en jouant sa tour en f4 (le cavalier d3 est cloué).
33. Tf4 Ce4! 34. Dxd3
Pour se défendre, Karpov cherche à échanger sa reine contre trois pièces. La suite 34. Fxe4 Fxe4+ 35. Txe4 Dxe4+ n'est pas bonne pour les blancs.
34. ... Cf2+ 35. Txf2 Fxd3 36. Tfd2
Voir diagramme.
Karpov semble reprendre pied, mais...
36. ... De3!! 37. Txd3 Tc1!!
Kasparov sacrifie sa dame. Toutefois, si 38. Txe3, alors 38. ... Txd1+ 39. Ff1 Txe3 et les noirs capturent encore une pièce. La fin de partie sera gagnante pour les noirs.
38. Cb2 Df2!
Si 39. Txc1, alors 39. ... Te1+ 40. Txe1 Dxe1+ 41. Ff1 Dxf1 mat.
39. Cd2 Txd1+ 40. Cxd1 Te1
41. Les blancs abandonnent  (0-1).